# Чаошаньцы

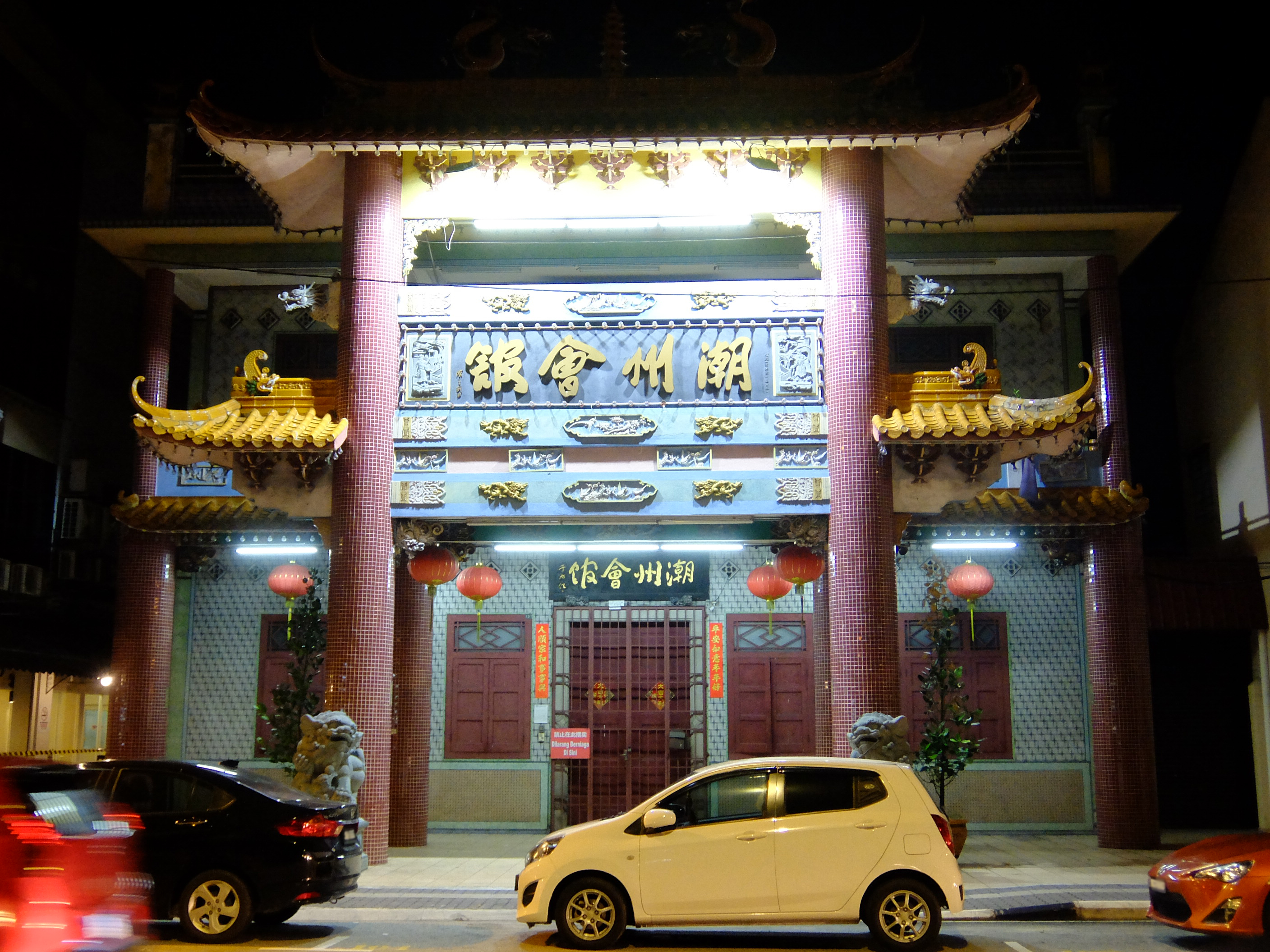
Офис Ассоциации чаошаньцев города Муар в штате Джохор

Чаошаньцы (кит. 潮州人, также известны как чаочжоусцы) — крупная этнолингвистическая и субкультурная подгруппа китайцев. Происходит из исторического региона Чаошань в северо-восточной части Гуандуна (округа Чаочжоу, Шаньтоу, Цзеян и частично Шаньвэй), широко распространена среди хуацяо по всему миру. Чаошаньцы говорят на чаошаньском наречии южноминьского языка. В культурном отношении близки к хокло и кантонцам, однако имеют и свои культурно-бытовые отличия, в том числе собственную кухню и свой стиль искусства (чаошаньские разновидности китайской оперы, танцев и резьбы по дереву).

## Этимология
Этноним чаошаньцев произошёл от названия области Чаошань. Название области, в свою очередь, возникло по первым слогам городов Чаочжоу (англ. Chaozhou, устаревшие названия Chiuchow, Chaochow или Teochew) и Шаньтоу (англ. Shantou, устаревшие названия Swatow или Santow), которые составляют ядро региона. 
В западной научной литературе встречается несколько вариантов написания этнонима «чаошаньцы» (англ. Teochew people, англ. Tiê-Chiu people, англ. Teo-Swa people, англ. Chaozhou people, англ. Chiuchow people, англ. Chiushan people), возникших в связи с различными вариантами романизации с южноминьского, кантонского и путунхуа таких топонимов, как Чаочжоу, Шаньтоу и Чаошань. В противовес титульным ханьцам, известным как «люди династии Хань» (Hang nang или Han ren), чаошаньцы и близкие к ним по культуре хокло и кантонцы за пределами материкового Китая нередко называют себя «людьми династии Тан» (Deung nang, Ting nang или Tang ren). Кроме того, внутри своего сообщества чаошаньцы называют друг друга «наши собственные люди» (Ga gi nang или Jiaji ren).

## География

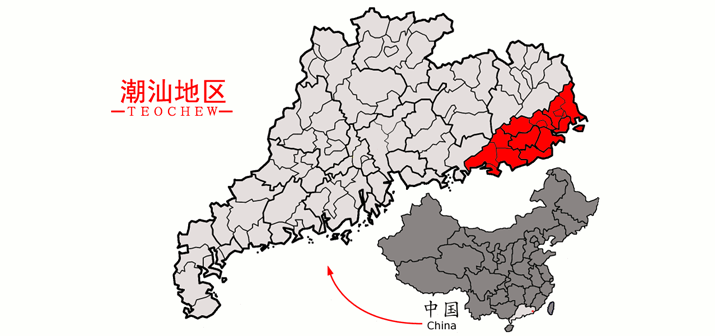
Чаошань на карте Гуандуна

Историческая культурно-языковая область Чаошань (Chaoshan, Chiushan или Teoswa) расположена в восточной части китайской провинции Гуандун. Она охватывает прибрежные округа Чаочжоу, Шаньтоу и Цзеян, а также восточную часть округа Шаньвэй.
Все значительные города и посёлки Чаошани расположены или на морском побережье, или вдоль четырёх основных рек региона. Это связано с тем, что более двух третей территории Чаошани занимают волнистые горы и холмы, и до начала XX века основным видом транспорта были лодки. Сообщение между городами Чаошани и другими частями Восточной Азии велось в первую очередь морем.
Густонаселённая городская агломерация Чаочжоу и Шаньтоу насчитывает более 8 млн жителей, и занимает в Гуандуне 2-е место после агломерации дельты Жемчужной реки (включая Гонконг и Макао). Всего в трёх округах региона Чаошань проживает более 14 млн человек, но не все они являются носителями чаошаньского диалекта.   

### Диаспора
Чаошаньцы составляют крупнейшую группу среди китайцев Таиланда, Камбоджи и Франции, вторую по численности группу среди китайцев Гонконга и Сингапура, а также входят в тройку крупнейших групп среди китайцев Мьянмы, в пятёрку крупнейших групп среди китайцев Малайзии, Индонезии, Вьетнама и Лаоса. Кроме того, крупные общины чаошаньцев проживают на Филиппинах и Тайване, в США, Канаде, Австралии, Новой Зеландии, Великобритании, Италии, Испании, Нидерландах и Японии.
Во многих странах имеются диаспоры чаошаньцев, которые приехали не напрямую из Гуандуна, а из других стран, где они нередко проживали несколько поколений. Например, большинство чаошаньцев Франции прибыли в страну из Вьетнама и Камбоджи; в Сингапуре значительная часть чаошаньцев родом из Сиама и островов Риау. На Тайване большинство чаошаньцев ассимилированы хокло и перешли на язык хоккиен (хотя японская перепись 1926 года зафиксировала на острове почти 135 тыс. чаошаньцев).
По состоянию на 2013 год более 10 млн хуацяо имели шаньтоуское происхождение, что составляло пятую часть от всех зарубежных китайцев. Только в Гонконге проживало до 1,2 млн китайцев, имевших корни из Шаньтоу. Согласно оценкам, в мире насчитывается около 25 млн человек чаошаньского происхождения, из которых 60 % проживают за пределами Китая. Чаошаньцы-бизнесмены объединены в Международную федерацию предпринимателей Чаочжоу и Международный торговый союз предпринимателей Чаочжоу.

## История

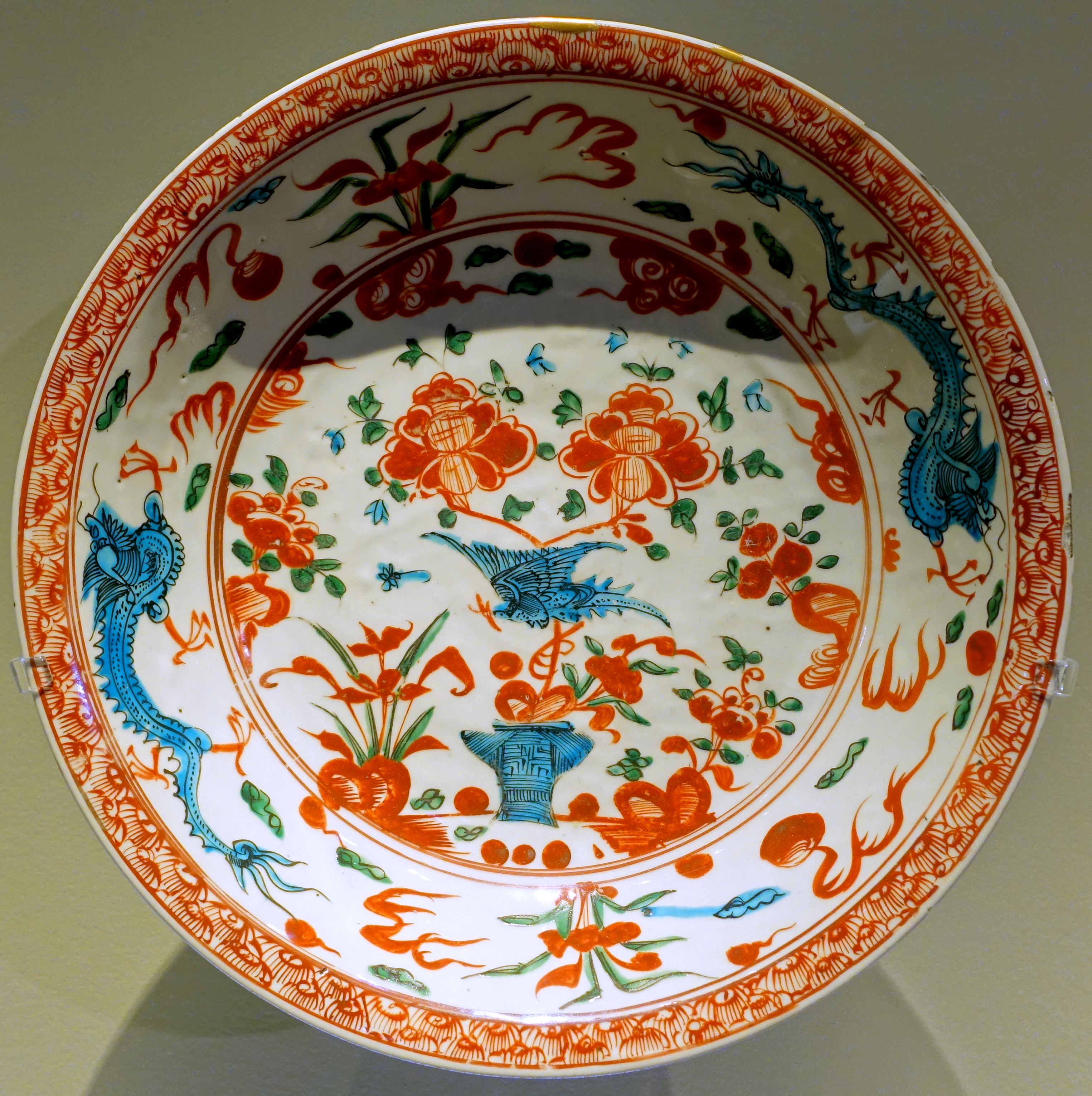
Керамика Шаньтоу эпохи династии Мин

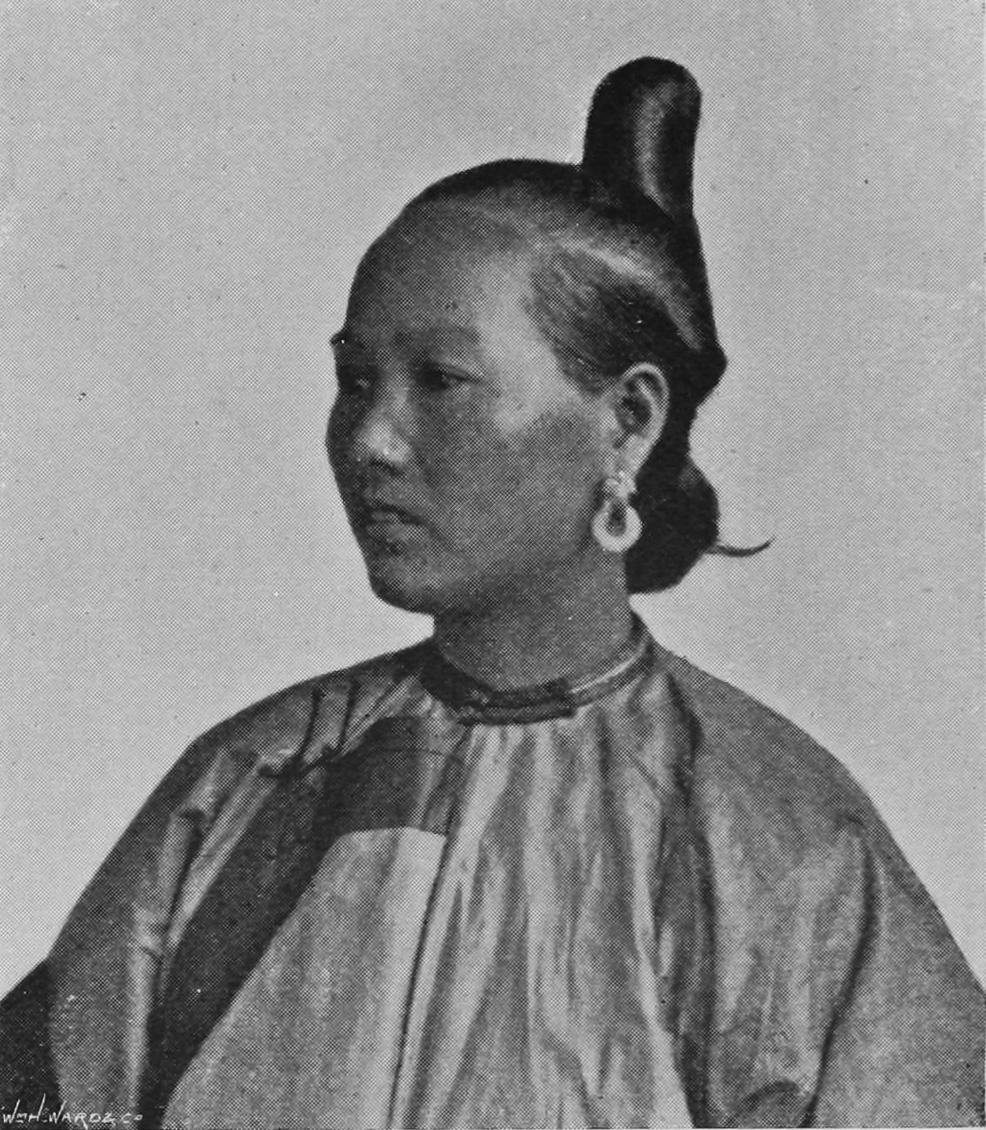
Женщина из Шаньтоу. Конец XIX века

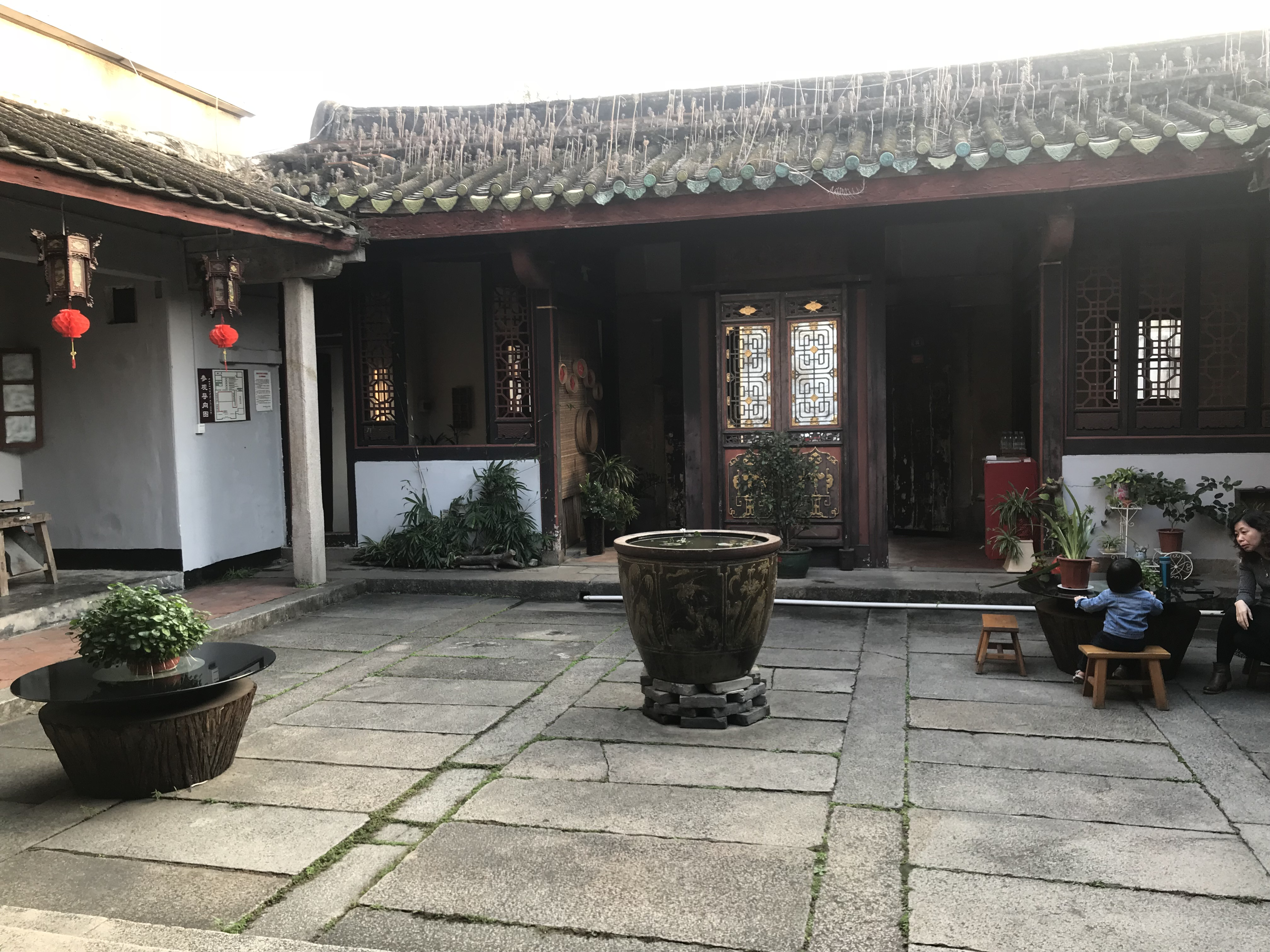
Двор традиционного особняка в Чаочжоу

Каменные орудия и керамические осколки, найденные в уезде Наньао, свидетельствуют о том, что прибрежные острова Чаошани были заселены уже в эпоху неолита; в эпоху раннего бронзового века на Наньао уже строили большие печи. Предки чаошаньцев переселились в прибрежные районы нынешней провинции Фуцзянь с Центральных равнин (земли вдоль реки Хуанхэ между Лояном и Кайфыном), спасаясь от череды междоусобных войн в эпоху династии Цзинь. Во времена империи Суй в 591 году была создана Чаочжоуская область, а в период империи Мин в 1369 году была учреждена Чаочжоуская управа.
В IX—XV веках часть говорившего на миньских языках населения провинции Фуцзянь мигрировала на юг, в прибрежные области восточного Гуандуна, сейчас известные как Чаошань. Первая волна переселенцев двинулась в эпоху династии Тан через приморский город Путянь. В результате обособления от основного массива хокло, говор переселенцев выделился в самостоятельный диалект. Постепенно чаошаньцы стали смешиваться с проживавшими рядом с ними гуандунцами (юэ) и хакка.
Золотой век Чаошани наступил в эпоху династии Сун, когда область была одним из самых богатых регионов Китая. Активное развитие сельского хозяйства привело к быстрому росту населения, а экспорт фарфоровой продукции по Морскому шёлковому пути способствовал превращению местных портов в ведущие торговые центры империи. Богатые чаошаньские правители и купцы поддерживали культуру, искусство и философов (особенно последователей учений Конфуция и Мэн-цзы). В Чаошани развивались местные стили архитектуры и музыки, процветали резьба по дереву, производство изящного фарфора и вышивки. 
В 1653 году маньчжуры уничтожили около 100 тыс. жителей Чаочжоу, что вызвало первую крупную волну беженцев из региона. Во второй половине XIX — первой половине XX века многие чаошаньцы в поисках работы эмигрировали через Гонконг и Шаньтоу в Сингапур, Малайзию, Индонезию, Таиланд, Вьетнам, Камбоджу, на Филиппины, а также в США, Канаду и Австралию.
В эпоху поздней империи Цин область Чаошань делилась на восемь уездов, поэтому зарубежные организации чаошаньцев обычно назывались «ассоциациями восьми уездов» (poih ip, 八邑). В состав этих ассоциаций чаошаньских хуацяо входили более мелкие объединения уроженцев уездов, а именно Чаоань (Teo-an, 潮安, до 1914 года назывался Hai-yor, 海陽), Жаопин (Jao-peng, 饒平), Чаоян (Teo-yor, 潮陽), Чэнхай (Theng-hai, 澄海), Наньао (Hong-sun, 豐順), Цзеян (Gek-yor, 揭陽), Пунин (Pho-leng, 普寧) и Хуэйлай (Hui-lai, 惠来). После окончания Гражданской войны в Китае многие чаошаньцы, симпатизировавшие Гоминьдану, бежали на Тайвань или переселялись через Гонконг в страны Юго-Восточной Азии, Северную Америку и Австралию. 
С началом политики реформ и открытости в Шаньтоу была создана одна из первых специальных экономических зон, что дало толчок к развитию экономики Чаошаня (сюда потекли значительные инвестиции из Гонконга, Тайваня и Сингапура). Однако в 1991 году Чаочжоу и Цзеян были отделены от Шаньтоу, что несколько замедлило экономический рост восточной части Гуандуна по сравнению с Шэньчжэнем или Чжухаем. По состоянию на 2012 год ВВП на душу населения в Шаньтоу составлял всего 25 тыс. юаней, в то время как в Гуандуне этот показатель достиг 54 тыс. юаней, а в других СЭЗ провинции — 94,5 тыс. юаней.

## Язык

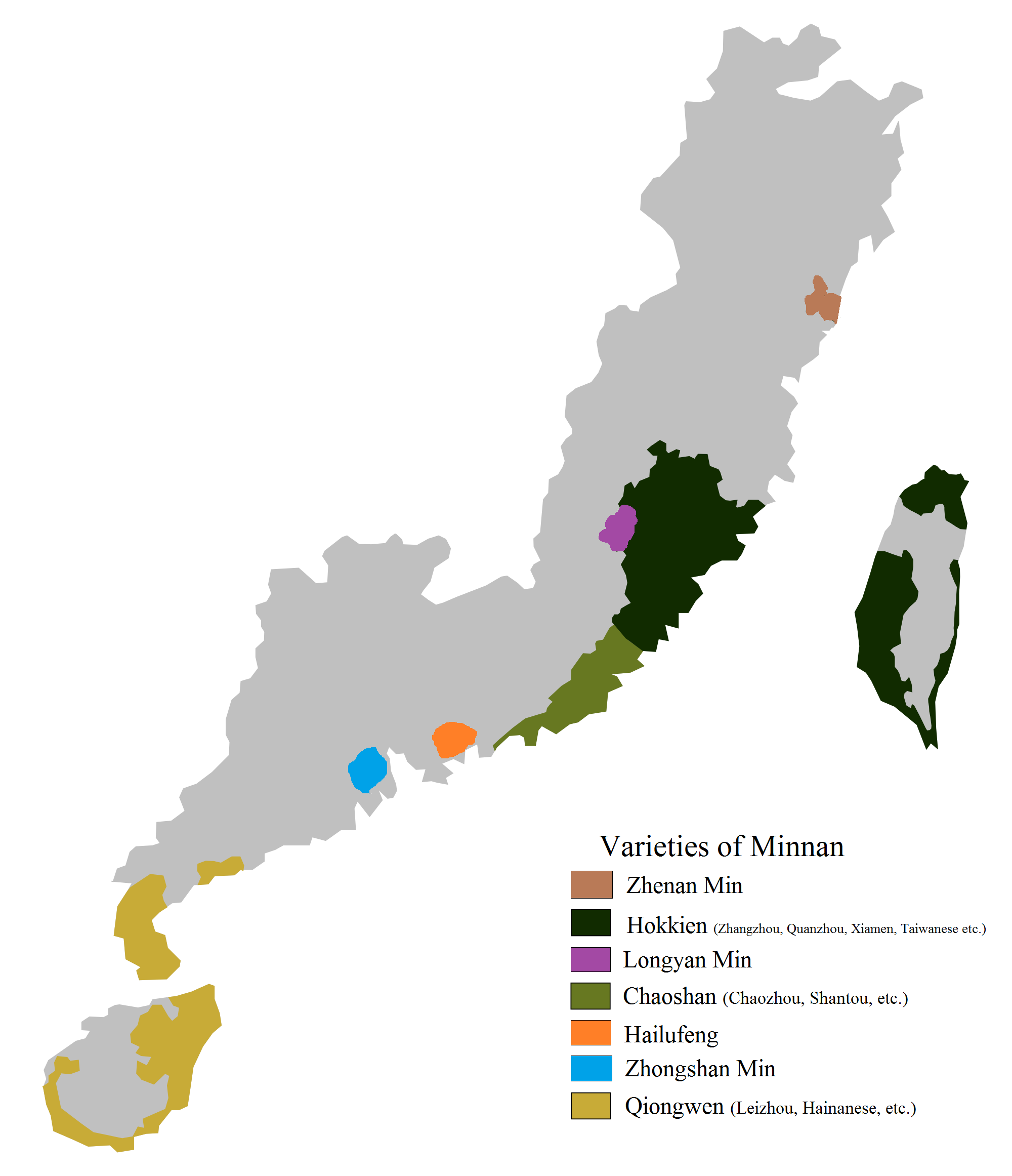
Карта южноминьских диалектов

В Южном Китае и за рубежом чаошаньцы говорят на чаошаньском диалекте южноминьского языка (миньнань). Этот диалект сохранил много древнекитайских элементов в лексике и фонетике, утраченных в ряде других современных китайских диалектов. По этой причине многие лингвисты считают чаошаньский одним из наиболее консервативных диалектов китайского языка. С точки зрения грамматики, чаошаньский диалект близок к другим южнокитайским наречиям, особенно к хакка и кантонскому. 
Чаошаньский диалект не является взаимопонятным с другими диалектными группами китайского языка, хотя он является взаимопонятным с некоторыми другими южноминьскими диалектами, в частности, с чжанчжоуским и цюаньчжоуским диалектами ветви хоккиен.
Внутри самого чаошаньского диалекта существуют значительные фонетические различия между регионами в области Чаошань и между зарубежными чаошаньскими общинами. На территории Гуандуна чаошаньский диалект можно разделить на три подгруппы:
- Подгруппа чаочжоу, распространенная в округах Чаочжоу (включая уезд Жаопин), Шаньтоу (включая район Чэнхай и уезд Наньао), Цзеян.
- Подгруппа чаопу, распространенная в районе Чаоян, уездах Пунин и Хуэйлай.
- Подгруппа хайлуфэн, распространенная в уездах Хайфэн и Луфэн.

Помимо народной формы, на которой говорят в повседневной жизни, чаошаньский диалект имеет классическую литературную форму, относящуюся к эпохе династий Тан и Сун (с VII по XIII век). Услышать эту литературную форму можно на выступлениях артистов чаошаньской оперы. Около половины иероглифов китайского письма можно читать на чаошаньском диалекте и разговорным и литературным способом. В Гуандуне и Гонконге многие чаошаньцы переходят на кантонский диалект и путунхуа, на Тайване — на хоккиен, в зарубежных чайнатаунах — на путунхуа или языки стран проживания (например, на тайский язык в Таиланде или кхмерский язык в Камбодже).

## Религия
Большинство чаошаньцев как в Китае, так и за рубежом исповедуют народную религию с элементами даосизма, конфуцианства и культа предков. Родовые залы (святилища) влиятельных родов (кланов) расположены во всех деревнях и старых кварталах Чаошаня. Также в Чаошане популярны храмы богам-покровителям городов, деревень и профессий (особенно святилища Мацзу — покровительницы рыбаков и моряков). Кроме того, имеются значительные общины последователей буддизма, католицизма (епархия Шаньтоу) и протестантизма. Буддийские храмы Кайюаньсы в Чаочжоу, Шуанфэнсы в Цзеяне и Линшаньсы в Шаньтоу являются известными местами паломничества. 

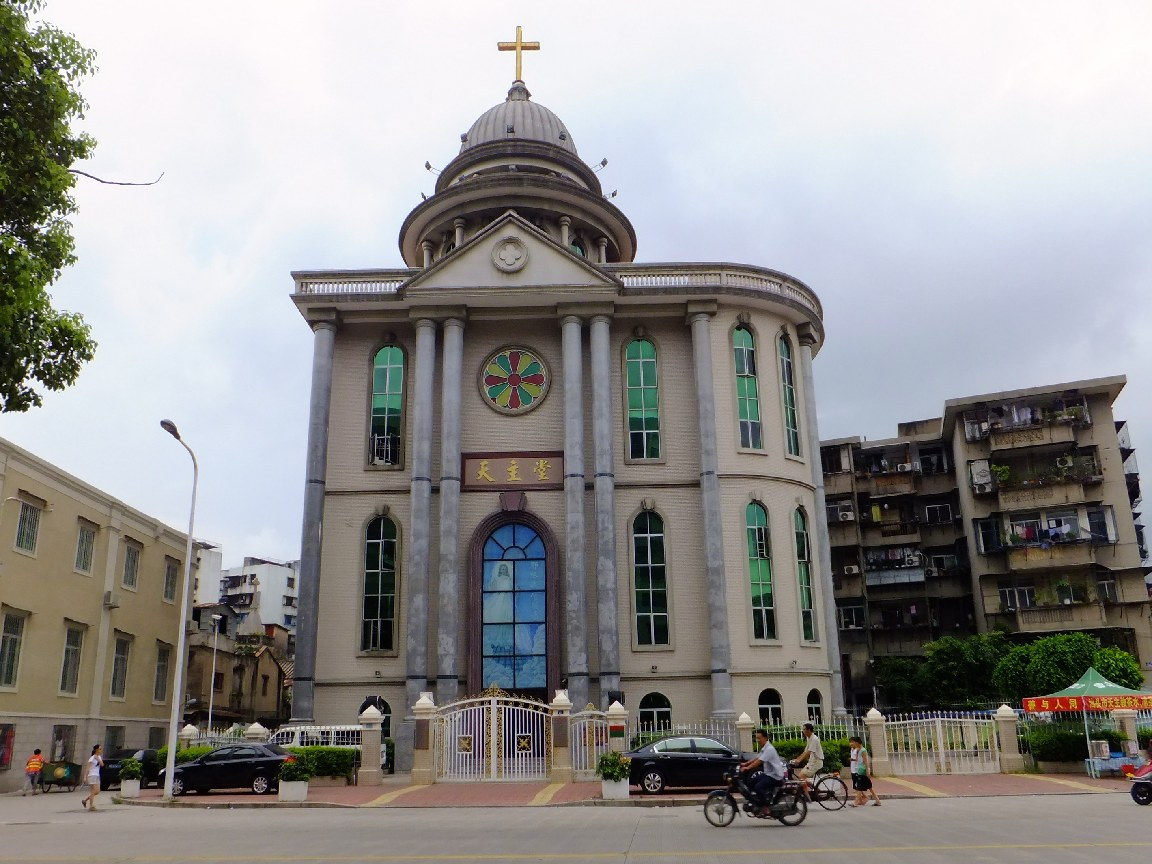
Католическая церковь в Шаньтоу
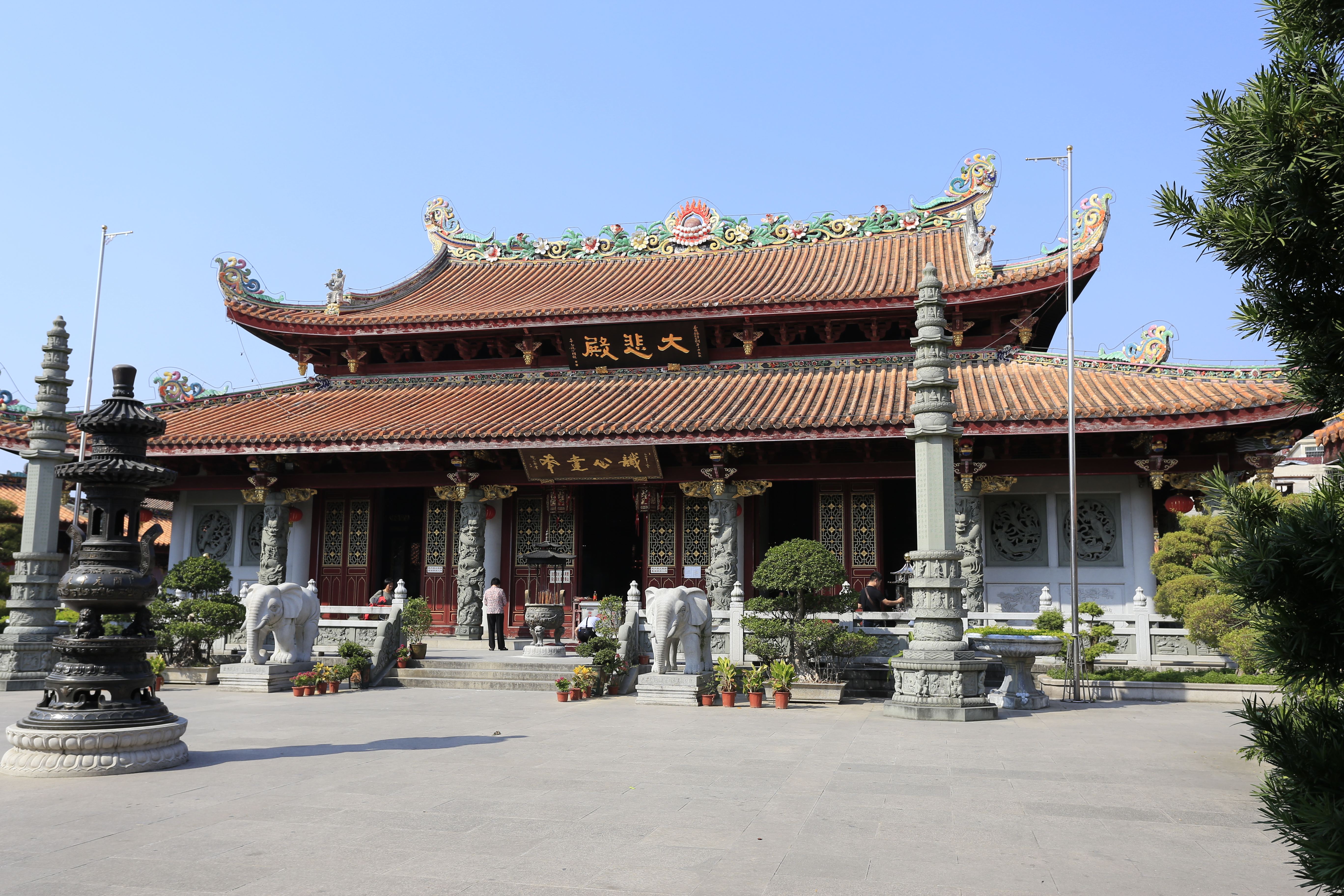
Буддийский храм Кайюаньсы в Чаочжоу
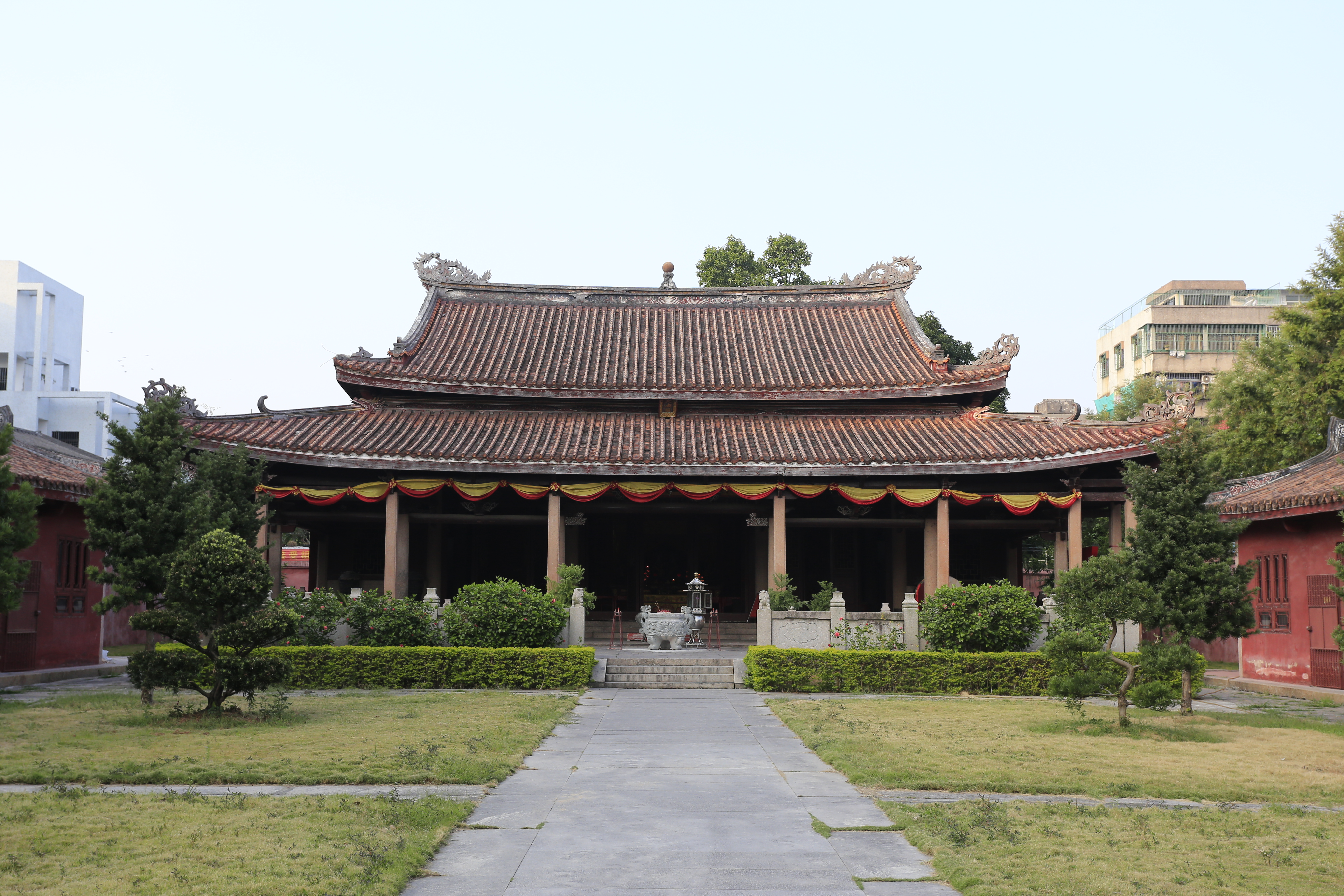
Конфуцианский храм в Чаочжоу
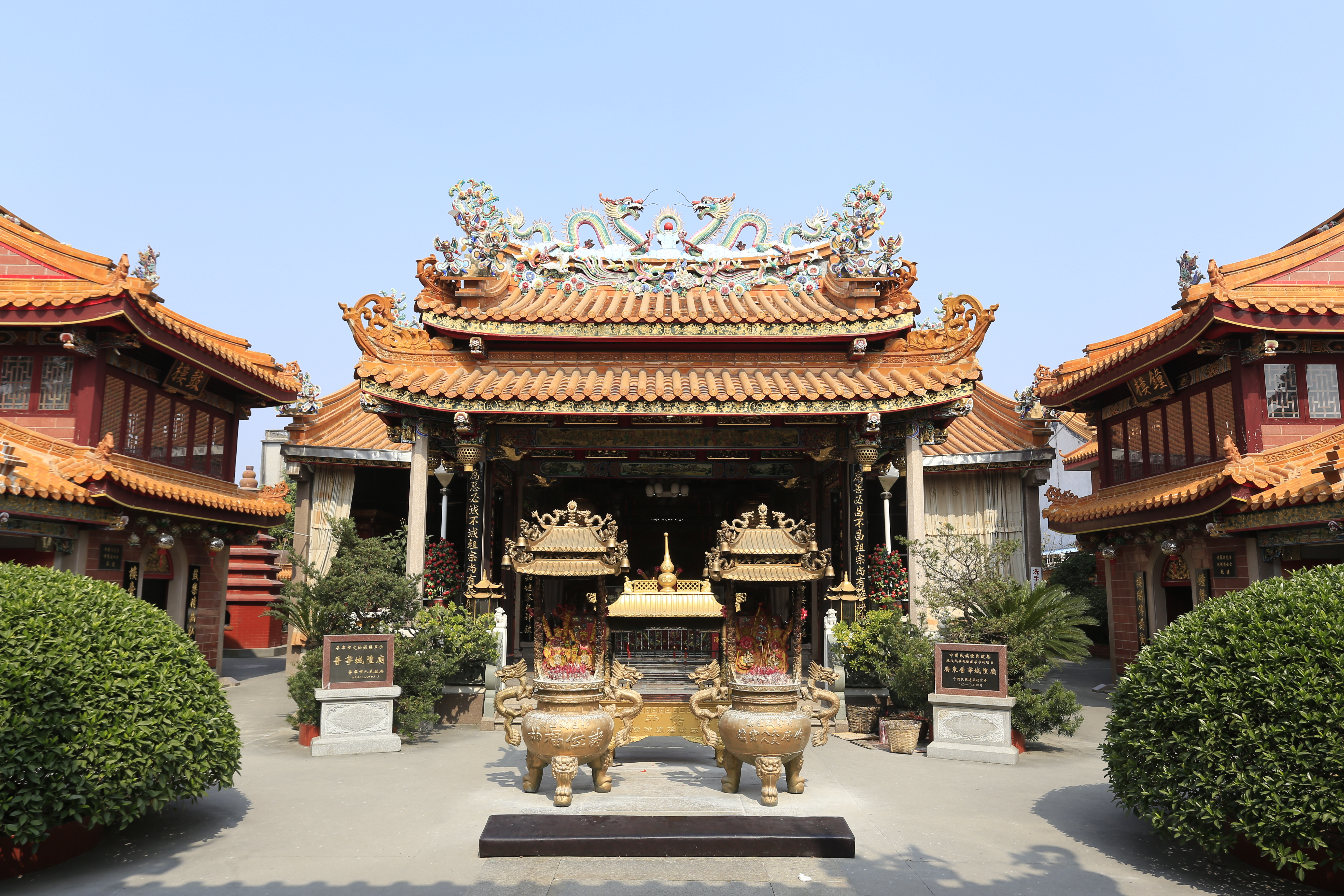
Храм городского бога в Цзеяне
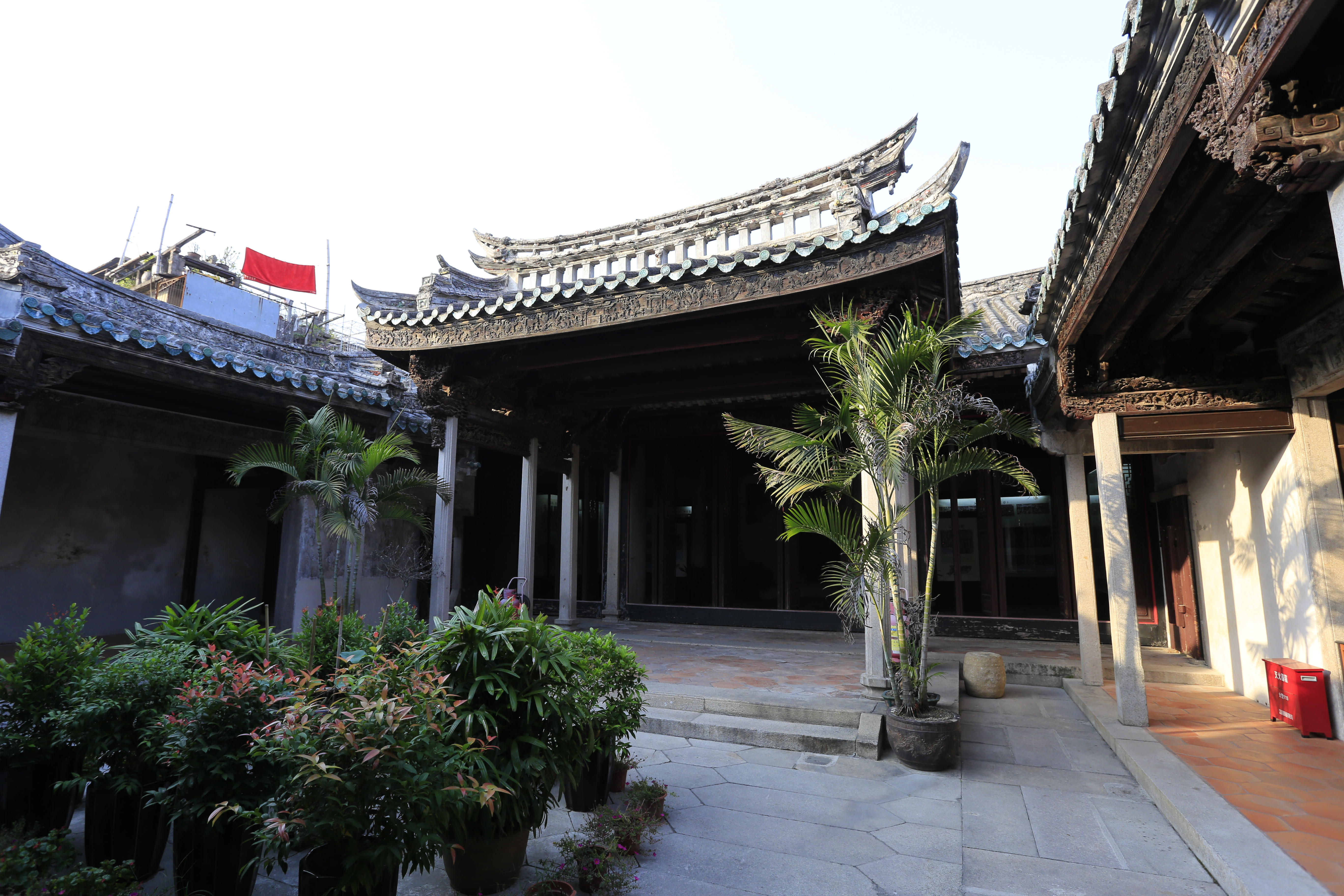
Родовой зал в Чаочжоу
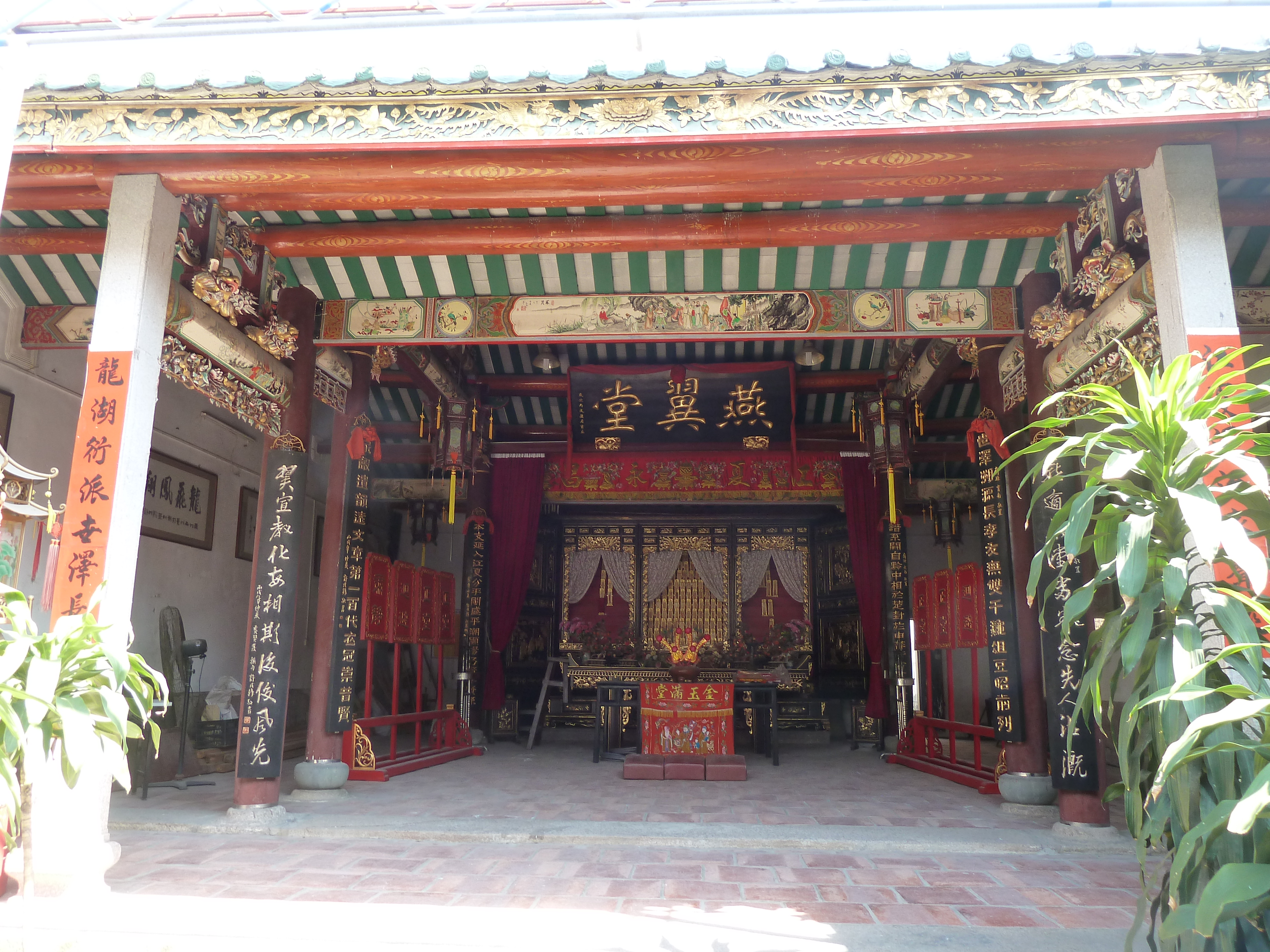
Родовой зал в Чаочжоу

## Культура
Основой традиционного чаошаньского общества является расширенная семья, ведущая свою родословную по отцовской линии. Главой патриархального домашнего хозяйства является дед, опирающийся на старших сыновей. В семье строго закреплены гендерные роли — муж отвечает за благосостояние и внешние связи, на жене лежат все домашние дела. Помимо семейного клана, чаошаньцы идентифицируют себя по месту рождения (деревня или городской район) и по месту происхождения рода (к примеру, даже если семья давно переселилась в Гонконг или Сингапур, чаошаньцы указывают уезд восточного Гуандуна, откуда происходит их клан).
Чаошаньцы имеют собственную культуру, которая дала начало локальным вариантам гастрономии, архитектуры, оперы, музыки, танцев, керамики и резьбы по дереву. Несмотря на свою уникальность, чаошаньская культура впитала много элементов от культур соседей — хокло из южной Фуцзяни и гуандунцев из дельты Жемчужной реки. Кроме того, многие элементы чаошаньской культуры появились благодаря хуацяо, уехавшим в страны Юго-Восточной Азии и там соприкоснувшимся с малайской культурой. 
Среди чаошаньцев большой популярностью пользуются гонки на драконьих лодках. Важным элементом местной культуры являются «чайные дома», в которых чаошаньцы не только пьют чай, общаются и играют в маджонг, но и слушают народную музыку (главным образом струнные инструменты) и смотрят уличные театральные представления. Четырьмя главными конфуцианскими ритуалами чаошаньцев являются свадьба, похороны, жертвоприношение предкам и церемония совершеннолетия. 
Одной из главных культурных особенностей чаошаньцев является церемония достижения совершеннолетия чухуаюань (буквально переводится как «выходя из сада» и означает, что дети выросли и больше не играют в саду у дома). Когда мальчики и девочки достигают 15-летнего возраста, родители проводят обряд поклонения богине-покровительнице детей, а также торжественные мероприятия в родовом зале клана, где почитают предков семьи. Затем подростки моют лицо (в некоторых районах — тело) водой с цветочными лепестками, чтоб избавиться от невезения, надевают красную одежду и угощают родителей чаем, таким образом благодаря за воспитание. Кульминация церемонии наступает тогда, когда подростки кусают голову парной курицы или утки, подражая поступку учёного минской эпохи Линь Дациня. В меню праздничной трапезы обязательно входят сладкий суп из свиной печени, а также блюда с луком и сельдереем, которые символизируют ум и усердие.
Время помолвки выбирается загодя, обычно за три месяца до свадьбы. Перед свадьбой чаошаньцы дарят своей избраннице четыре обручальных ювелирных изделия — золотое ожерелье, кулон, сережки и браслет. Обычно их выбирает мать жениха, после чего украшения дарят невесте во время чайной церемонии. Они символизируют четыре угла безопасного дома, увенчанного традиционной изогнутой крышей. Родственникам невесты преподносят сладкую выпечку и арахисовые конфеты.        

### Опера

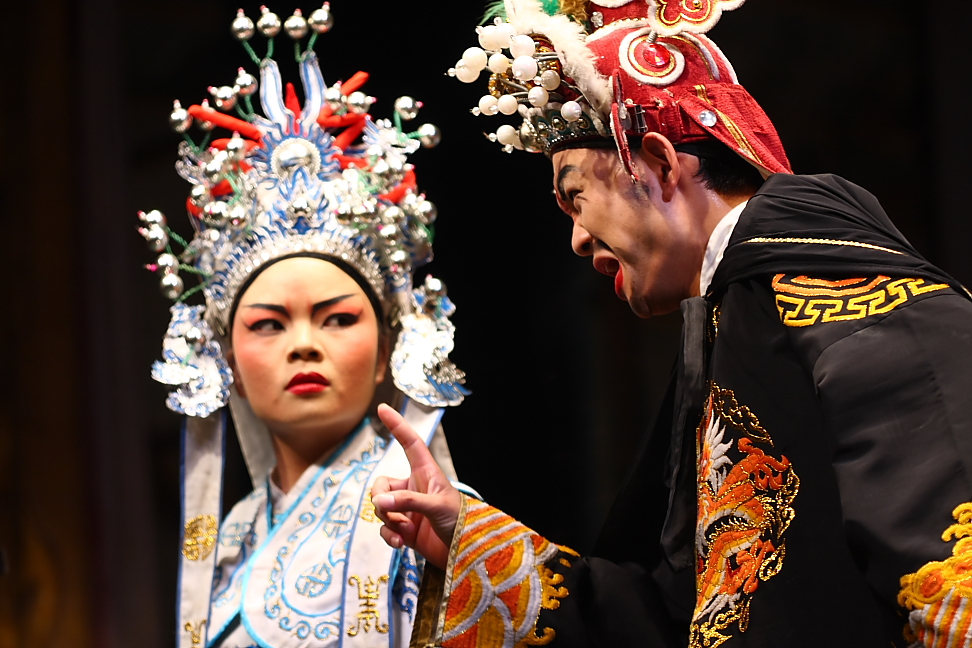
Чаошаньская опера

Чаошаньская опера является стилем китайской оперы, который зародился в эпоху династии Мин в Чаошане. У её истоков стояла старинная опера Наньси, которая адаптировала народные танцы и баллады восточного Гуандуна. Чаошаньская опера включает музыку, пение (в том числе хоровое сопровождение), актёрское мастерство, элементы боевых искусств, клоунады и акробатики. Спектакли ставятся преимущественно на чаошаньском диалекте и отличаются пышными костюмами и декорациями. Сегодня Чаошаньская опера популярна в восточном Гуандуне, южной Фуцзяни, а также в Шанхае, Гонконге, Макао, Таиланде, Вьетнаме, Сингапуре, Индонезии, Малайзии, Камбодже и на Тайване среди хуацяо чаошаньского происхождения.

### Музыка
Чаошаньская струнная музыка, также известная как Чаочжоу сяньши и «музыка для струн и поэм», относится к типу сычжу (камерная музыка для струнных и деревянных духовых музыкальных инструментов). Она зародилась в результате слияния нескольких элементов — старинных мелодий, популярных песен, арий китайской оперы и буддийской музыки. Чаошаньская музыка подразделяется на два стиля: жуцзяюэ (элегантная музыка конфуцианской школы, которую исполняют на выступлениях или свадебных церемониях) и пэндинъюэ (музыка деревенского стиля, которую исполняют главным образом в театре).  

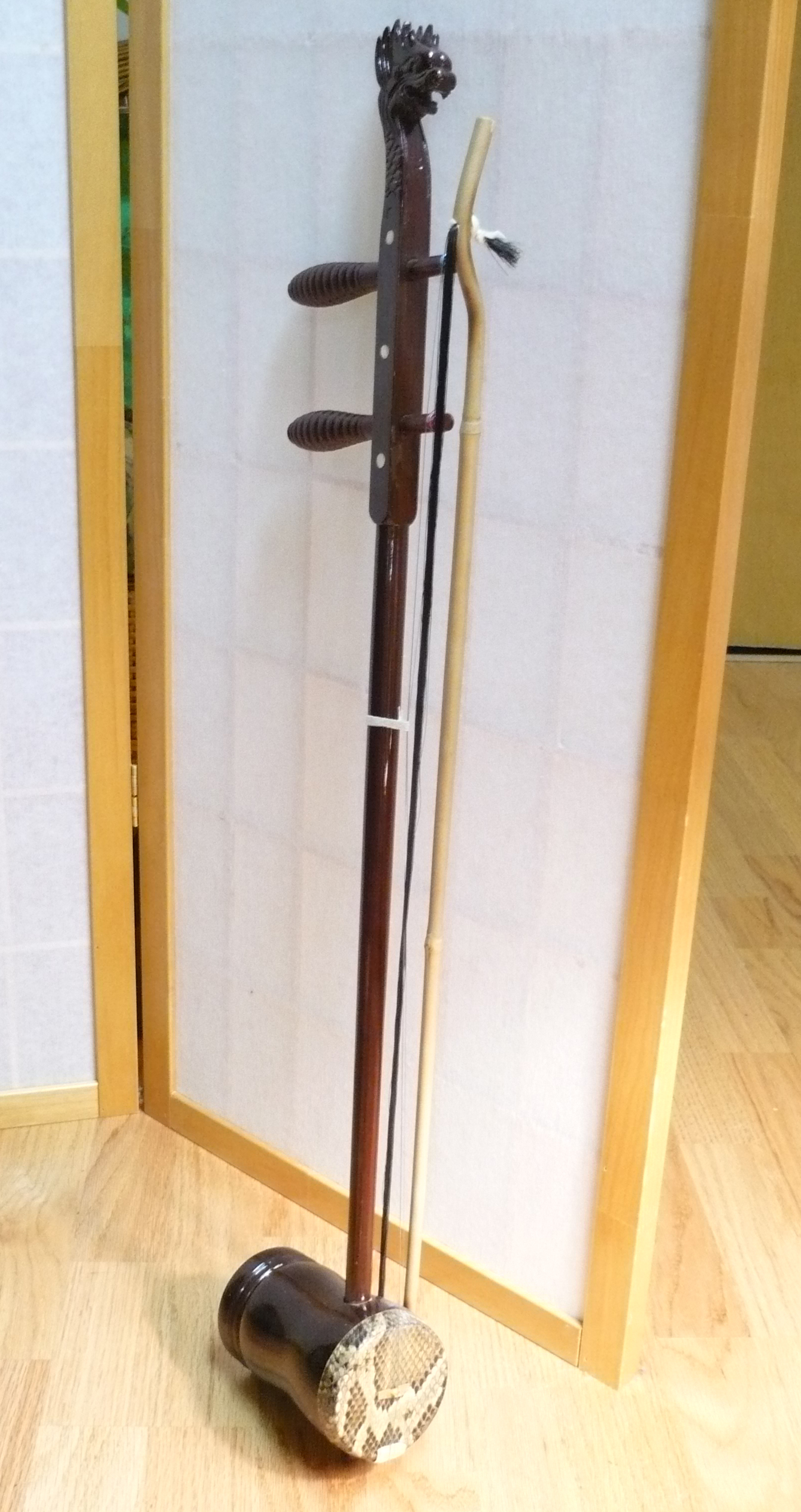
Тиху

Наиболее часто в чаошаньской музыке используют различные разновидности двухструнных смычковых инструментов семейства хуцинь, в том числе тиху, эрсянь и еху. Также широко распространены струнные щипковые музыкальные инструменты, в том числе пипа, жуань, саньсянь и циньцинь. Кроме того, чаошаньские музыканты используют янцинь и различные варианты китайской цитры (главным образом гучжэн и цисяньцинь); благодаря западному влиянию в городе Шаньтоу нередко используют виолончель. Струнную музыку нередко сопровождают игрой на китайской флейте ди и китайских барабанах.   
Чаошаньская струнная музыка распространена в восточном Гуандуне и южной Фуцзяни, а также среди чаошаньцев Таиланда, Малайзии, Сингапура и США. Кроме того, в восточной части Гуандуна известна чаошаньская барабанная музыка, использующая такие ударные инструменты, как большие и малые барабаны и гонги (в том числе различные разновидности баньгу, тангу и пайгу). Она ведёт своё происхождение от религиозной барабанной и духовой музыки эпохи династий Хань и Тан.

### Танец

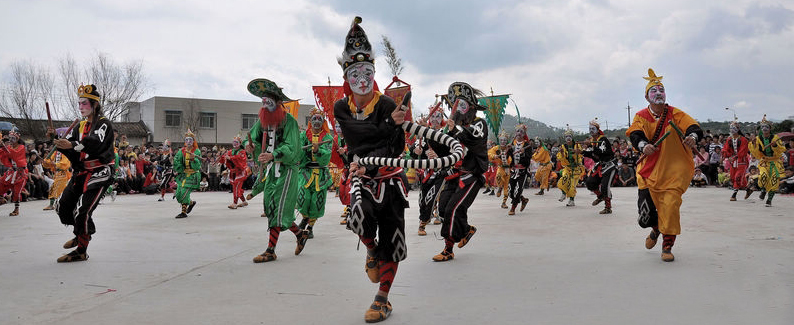
Танец ингэ в уезде Пунин

Самым знаменитым чаошаньским народным танцем является ингэ («песня героя»), который зародился ещё в эпоху династии Мин. Этот костюмированный танец с элементами боевых искусств и театрального искусства посвящён 108 героям из романа «Речные заводи», в которых переодеваются и гримируются танцоры. Также артисты используют в танце две деревянные палочки, бубны и тарелки.

### Керамика

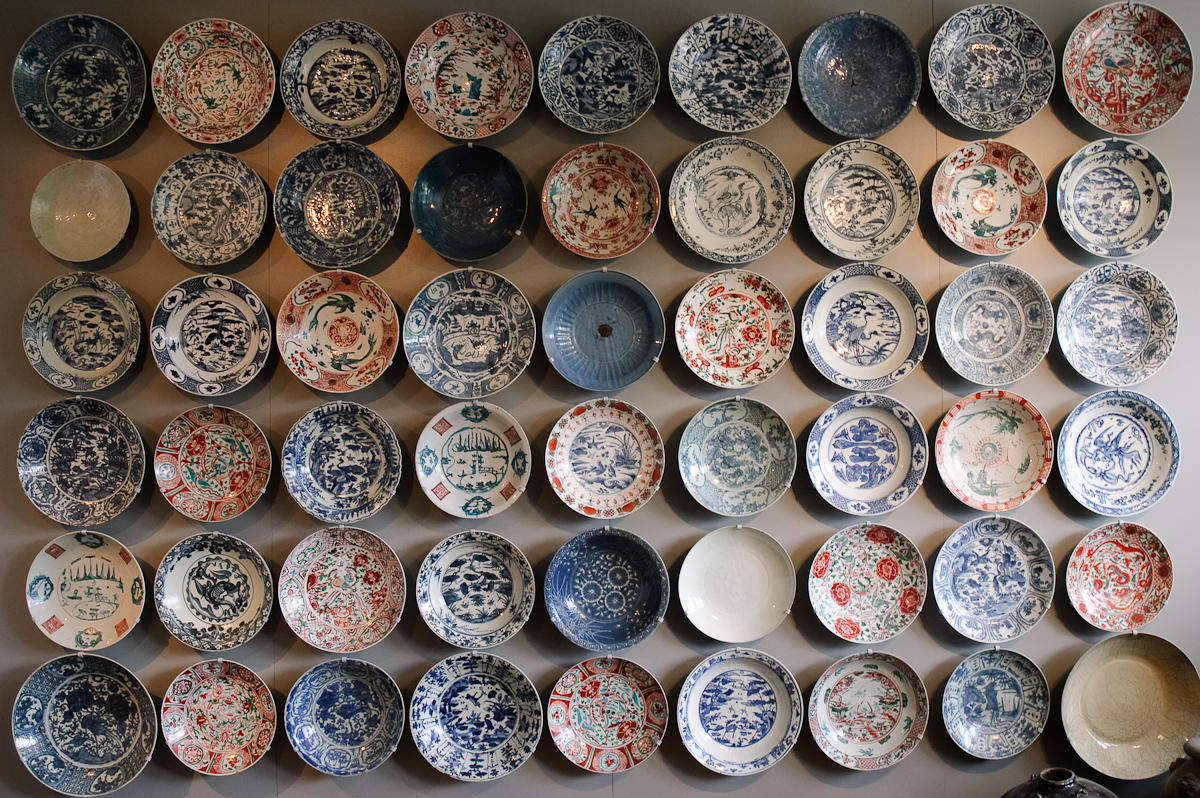
Шаньтоуская керамика из коллекции музея Принсессехоф

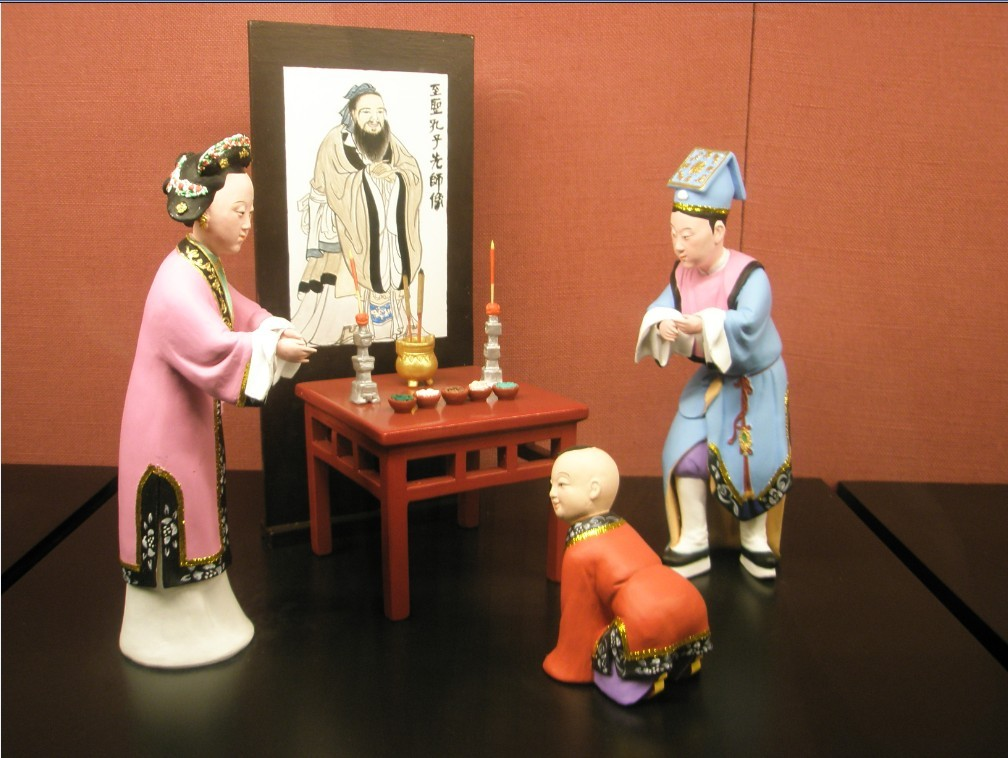
Глиняные скульптуры Дау

В эпоху династии Мин область Чаошань славилась на весь Китай своим расписным фарфором, а Шаньтоу и соседний Лунхай являлись крупнейшими портами по экспорту посуды в страны Юго-Восточной Азии. Хотя эта керамическая посуда производилась и в других приморских областях южного Китая, на Западе она стала известна как Шаньтоуская посуда (Swatow ware).
Основные центры производства глазурованной керамики располагались вокруг Шаньтоу, в том числе в соседних Чжанчжоу и Дэхуа. Изделия (преимущественно тарелки, вазы, горшки и чайники, реже статуэтки божеств) обжигали в печах, затем разрисовывали узорами и покрывали полупрозрачной эмалью. Преобладала бело-голубая керамика с кобальтовой росписью, но также сохранились полихромные изделия, в которых использовались красные, зелёные, бирюзовые, чёрные и жёлтые эмали.
В Чаочжоу существует народное искусство изготовления миниатюрных глиняных скульптур Дау (на чаошаньском диалекте Tu Ang Zai). Этот стиль, расцвет которого пришёлся на период династии Цин, входит в тройку наиболее известных китайских школ глиняной миниатюры. Фигурки изображают различные бытовые сцены, а также популярные сюжеты из чаошаньской оперы.

### Вышивка
Чаошаньская вышивка является ветвью кантонской вышивки (она же «вышивка юэ»). Для неё характерны яркие образы и цвета, гладкость и ровность. Основной темой композиции является природа, в том числе животные и растения. Чаошаньцы расшивают шерстяные гобелены, висячие и раздвижные шёлковые ширмы, одежду и обувь, используя для этого бисер, золотые и серебряные нити.

### Резьба по дереву

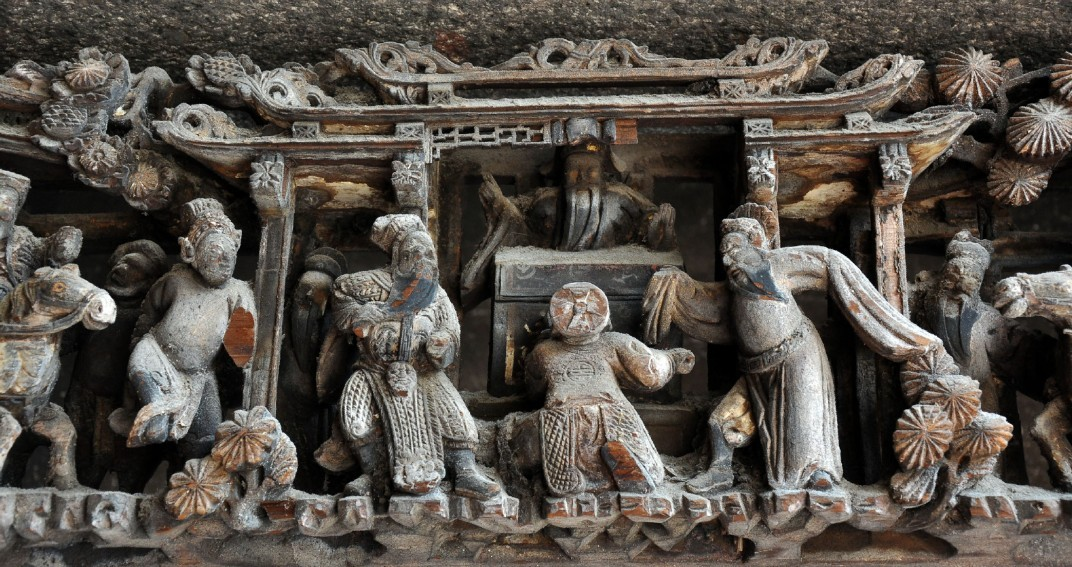
Элемент резьбы из Чаочжоу

Чаошаньская резьба по дереву (также известна как резьба Чаочжоу) зародилась ещё в эпоху династии Тан и получила своё дальнейшее развитие в эпоху династий Сун, Мин и Цин. Богатые чаошаньцы издревле украшали свои храмы, родовые залы и дома в восточной Гуандуне, Гонконге и странах Юго-Восточной Азии изящной резьбой на религиозные, мифические, исторические и бытовые мотивы. Особенно часто украшались горизонтальные перемычки дверей и окон; арки, колонны, капители и потолки внутренних галерей и парадных коридоров. Также тонкой резьбой украшали бытовые изделия — ставни, напольные ширмы, чайные шкафы, домашние алтари, столы, кровати и светильники. Для внутренних интерьеров чаошаньские мастера как правило использовали пихту, а для мебели — камфору; нередко элементы гравировки покрывались лаком, краской или сусальным золотом.

### Кухня
Чаошаньская кухня имеет много общих черт с южнофуцзяньской, тайваньской и кантонской кухнями. Основными ингредиентами являются морепродукты, птица, рис и овощи. Чаошаньцы используют не так много приправ, специй и масла, как в других региональных кухнях Китая. Среди методов приготовления преобладают медленная варка при средней температуре, готовка на пару, тушение и стир-фрай. У чаошаньцев особой популярностью пользуется ночной приём пищи, известный как мэсяо.

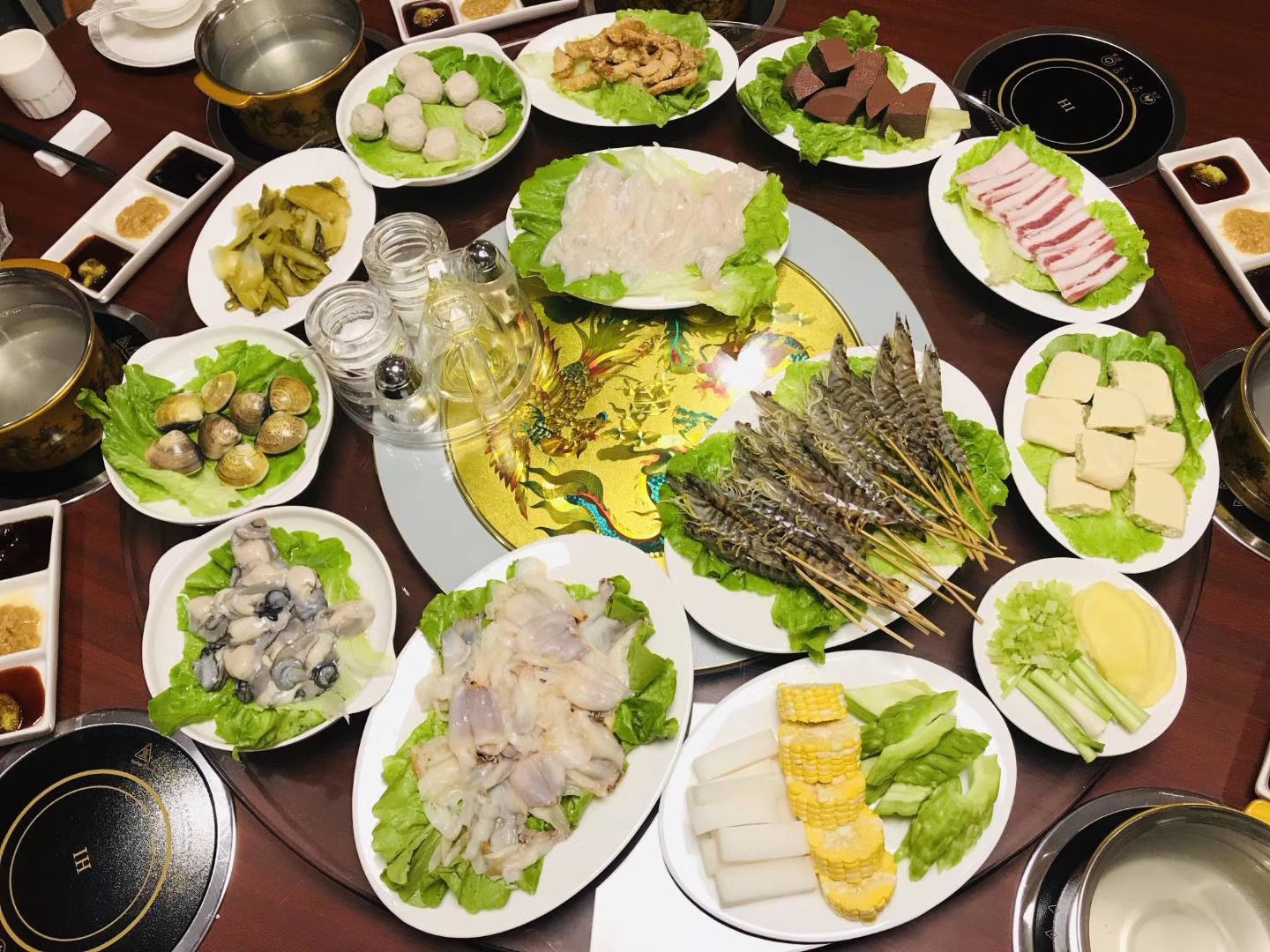
Чаошаньский хого

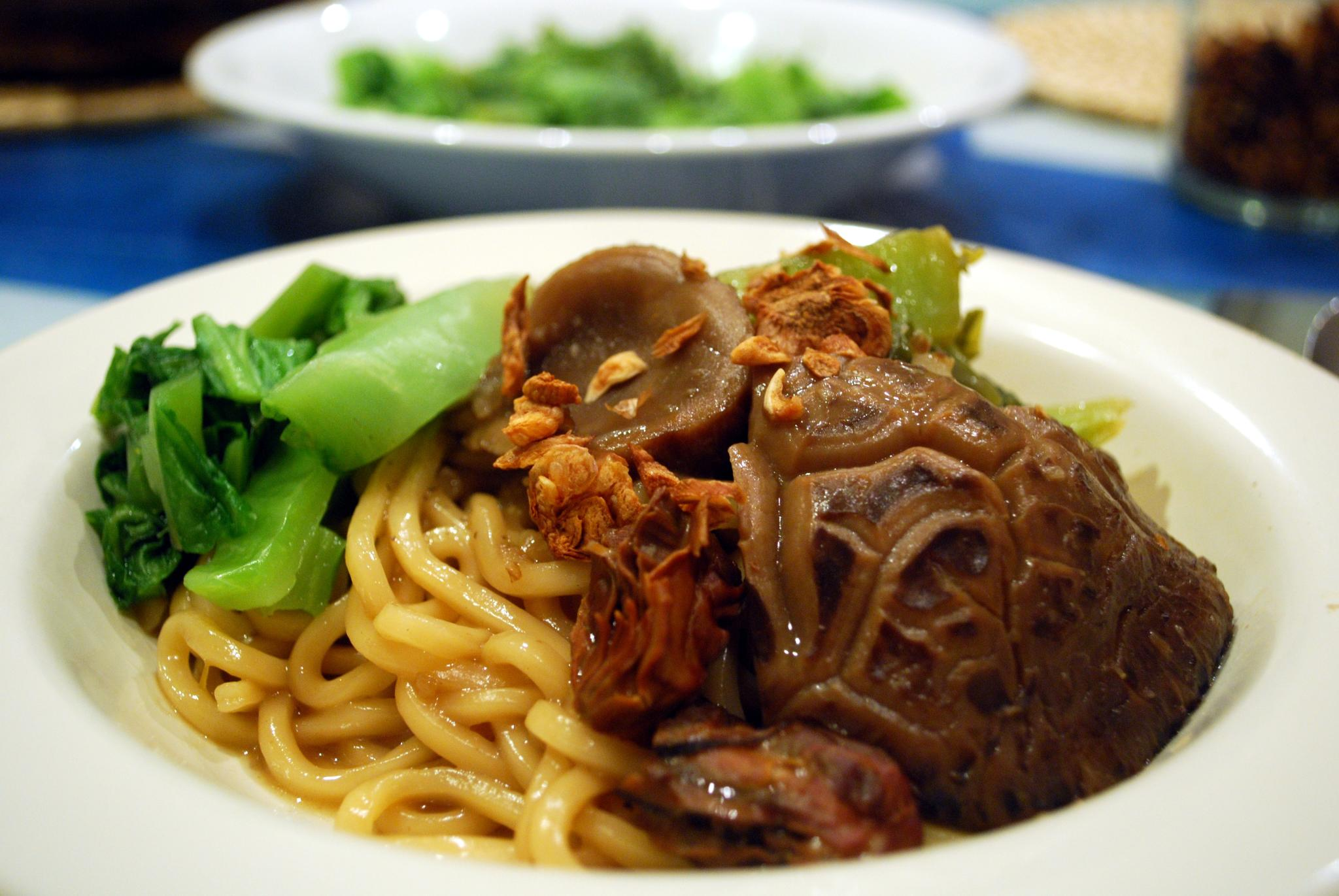
Лапша с тушеной горчицей, грибами и устрицами

Основными гарнирами являются рисовая каша, парной рис и лапша, широко используются соевый и рыбный соусы. В ресторанах чаошаньской кухни до и после еды подают маленькие чашечки горьковатого чая улун (самым известным сортом является тегуаньинь). Кроме того, в Чаошани популярна чайная церемония, известная как гунфу («изготовление чая с умением»).
Самым популярным чаошаньским острым соусом является шача. Его готовят из соевого масла, чеснока, лука-шалота, перца чили, камбалы и сушеных креветок. Пасту шача используют в качестве основы для дипов (особенно во время приготовления в хого), её добавляют в супы, лапшу быстрого приготовления и блюда стир-фрай, ею натирают мясо перед жаркой.
На торжественных банкетах подают суп из акульих плавников, суп из птичьих гнёзд, омаров, парную рыбу, жаренных молочных поросят, тушеных гусей, красиво нарезанные овощи и десерты. Среди классических блюд чаошаньской кухни выделяются лапша ми-пок (в том числе суп с лапшой, лапша со свиным фаршем и рыбными шариками); свиные рёбра в бульоне ба-кук-тэ; димсам из обжаренных кубиков редьки и рисовой муки чай-тоу-квай; парные рисовые тарталетки с маринованной редькой чуй-куэ; ролы с овощами, колбасой и тофу попия; устричный омлет и жареная курица с сычуаньским перцем.
Близость к морю способствовала тому, что среди чаошаньцев очень популярны цветочные крабы (Portunus pelagicus), маринованные в уксусе и соли с добавлением перца чили и кориандра; «пьяные крабы»; сушёные водоросли и тонко нарезанная сырая рыба (наподобие сашими), которую иногда добавляют в салат юйшэн. Традиции чаошаньской кухни оказали заметное влияние на гастрономию китайцев Тайваня, Гонконга, Сингапура, Малайзии, Индонезии, Таиланда, Камбоджи, Вьетнама, Франции и США.

## Видные чаошаньцы

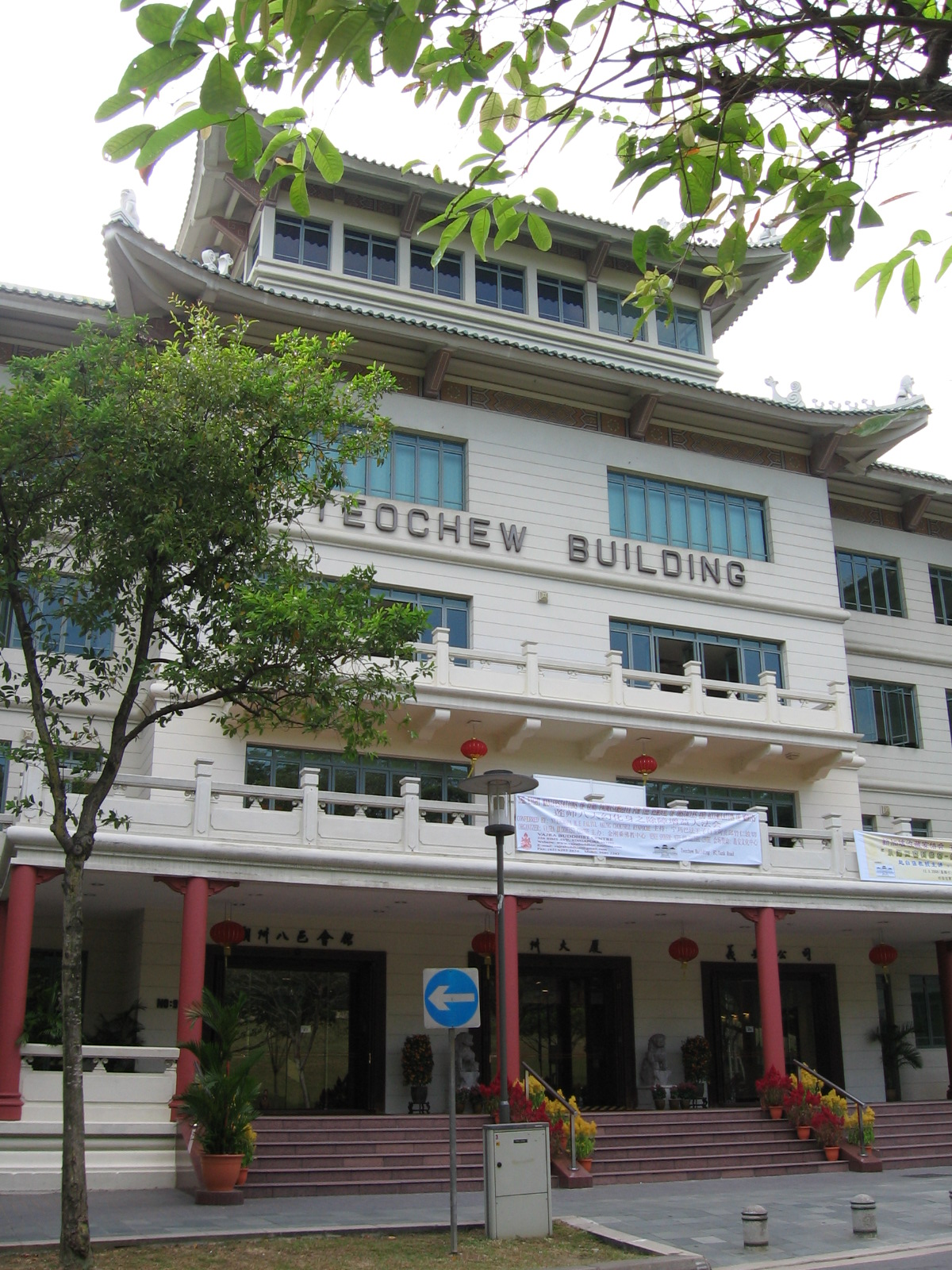
Чаошаньский дом в Сингапуре

К видным чаошаньцам (уроженцам исторической области Чаошань или тем хуацяо, у кого родители имели чаошаньское происхождение) относятся:
- Король Сиама Таксин Великий (1734)
- Тайский и сингапурский бизнесмен и филантроп Джейкоб Лоу (1843)
- Китайский политик Чжоу Цзыци (1871)
- Китайский социолог и экономист Чжан Цзиншэн (1888)
- Китайский философ Ду Госян (1889)
- Тайский политик Приди Паномионг (1900)
- Китайский кинорежиссёр и сценарист Цай Чушэн (1906)
- Тайский политик и дипломат Чатчай Чунхаван (1920)
- Гонконгский бизнесмен Ли Ка-шинг (1928)
- Гонконгский актёр Цзинь Фэн (1928)
- Китайский вирусолог Цзэн И (1929)
- Тайский бизнесмен и политик Банхан Синлапа-ача (1932)
- Сингапурский тяжелоатлет Тан Хоу Лян (1933)
- Тайский политик Самак Сунтхаравет (1935)
- Гонконгская актриса Айви Лин По (1939)
- Камбоджийский актёр Хенг Сомнанг Нгор (1940)
- Гонконгский актёр Тянь Цзюнь (1942)
- Китайский политик Линь Шусэнь (1946)
- Американский математик Яу Шинтун (1949)
- Камбоджийский политик Хун Сен (1952)
- Китайский биотехнолог Сунь Давэнь (1960)
- Китайский гимнаст Ли Чуньян (1968)
- Китайский бизнесмен Ма Хуатэн (1971)
- Китайский игрок в сянци Сюй Иньчуань (1975)
- Китайский прыгун в воду Сунь Шувэй (1976)
- Китайский бадминтонист Фу Хайфэн (1983)
- Китайская хоккеистка на траве Чэнь Цюнцин (1983)
- Китайский прыгун в воду Линь Юэ (1991)
- Китайская гребчиха Хуан Вэньи (1991)
- Британская актриса Джессика Хенвик (1992)
- Американская певица Эмбер Лю (1992)
- Китайский футболист Ляо Лишэн (1993)
- Китайский прыгун в воду Чжан Яньцюань (1994)
- Китайский прыгун в воду Се Сыи (1996)
- Китайский футболист Линь Лянмин (1997)
- Гонконгский певец Лукас Вонг (1999)

## В искусстве
В 1995 году вышел сингапурский драматический сериал Чаошаньская семья, повествующий о судьбе нескольких поколений вымышленной чаошаньской семьи Цай. Главную роль в нём исполнил гонконгский актёр Кеннет Цан. В 2019 году компания Netflix выпустила первый сезон документального сериала Ароматные истоки, посвящённого чаошаньской кухне.

## Галерея

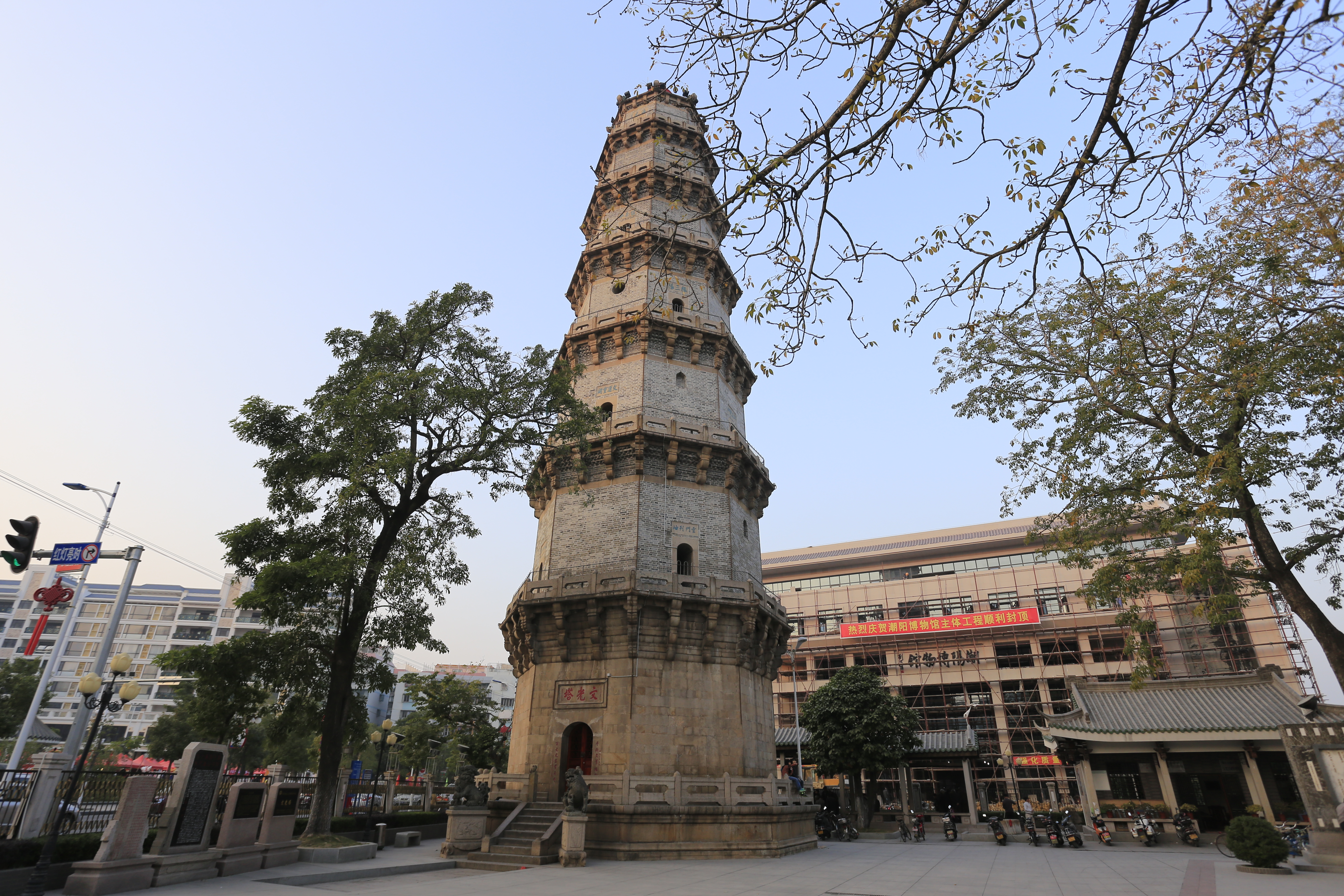
Пагода Вэнгуан в Шаньтоу
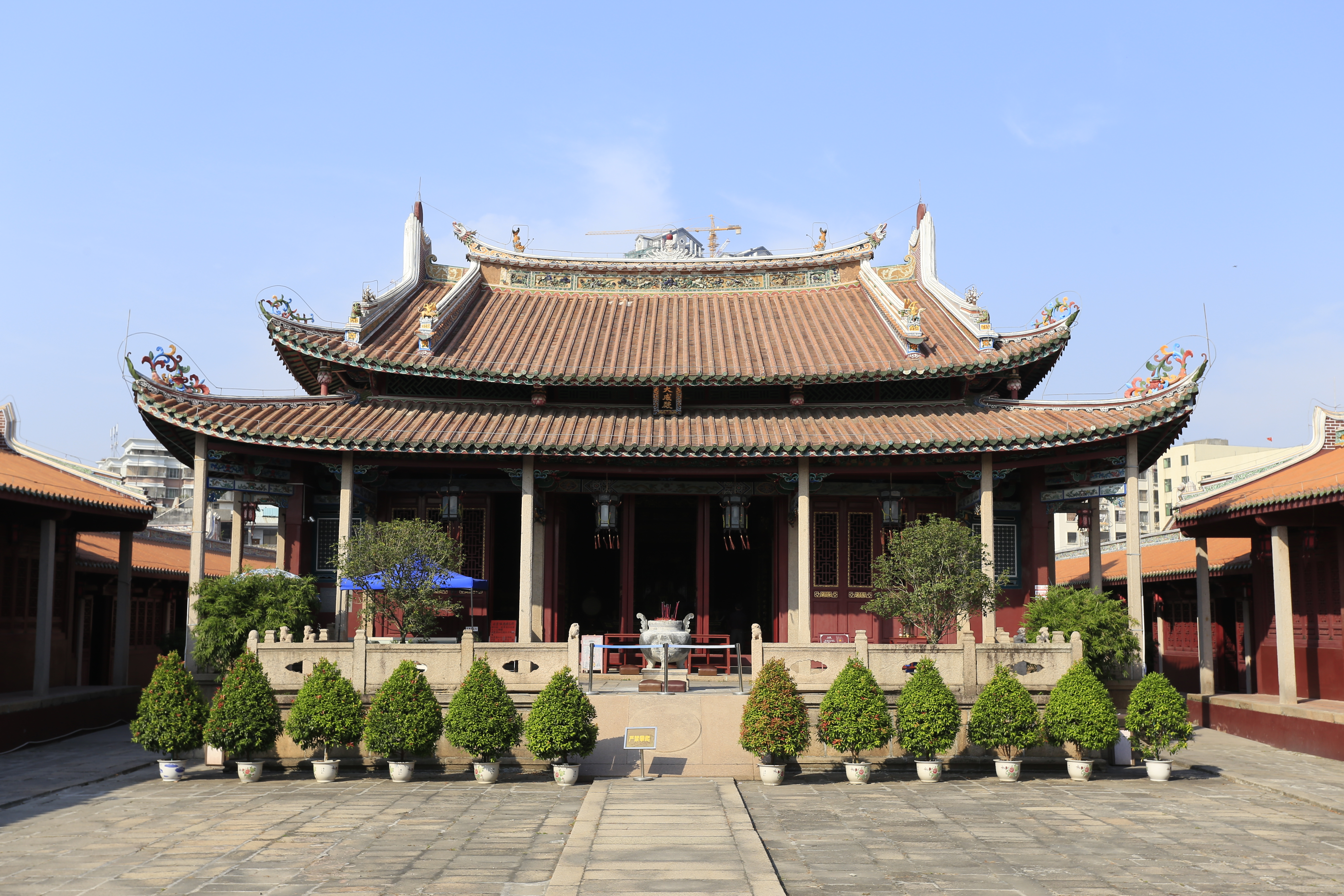
Конфуцианский храм в Цзеяне
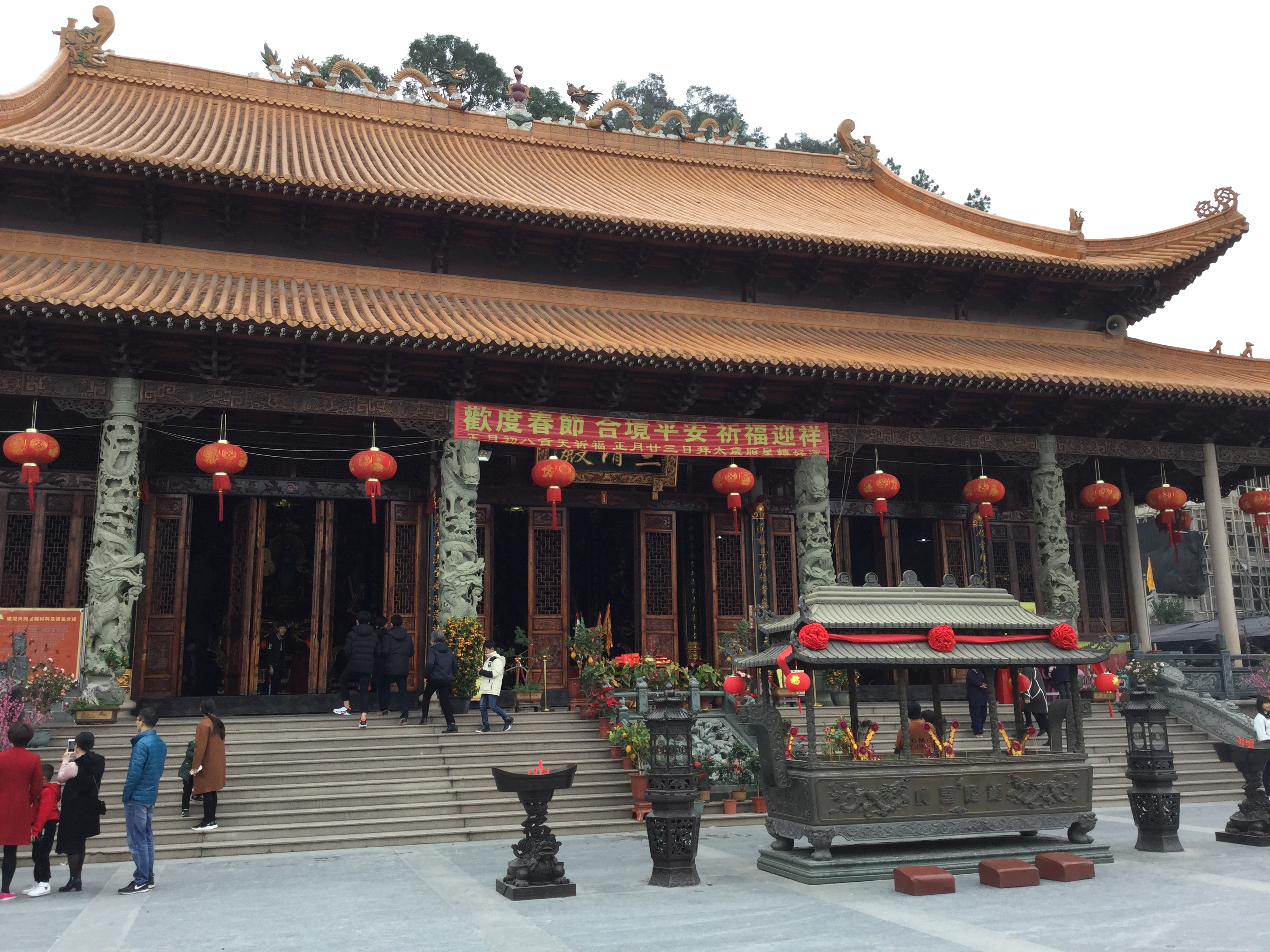
Даосский храм в Цзеяне
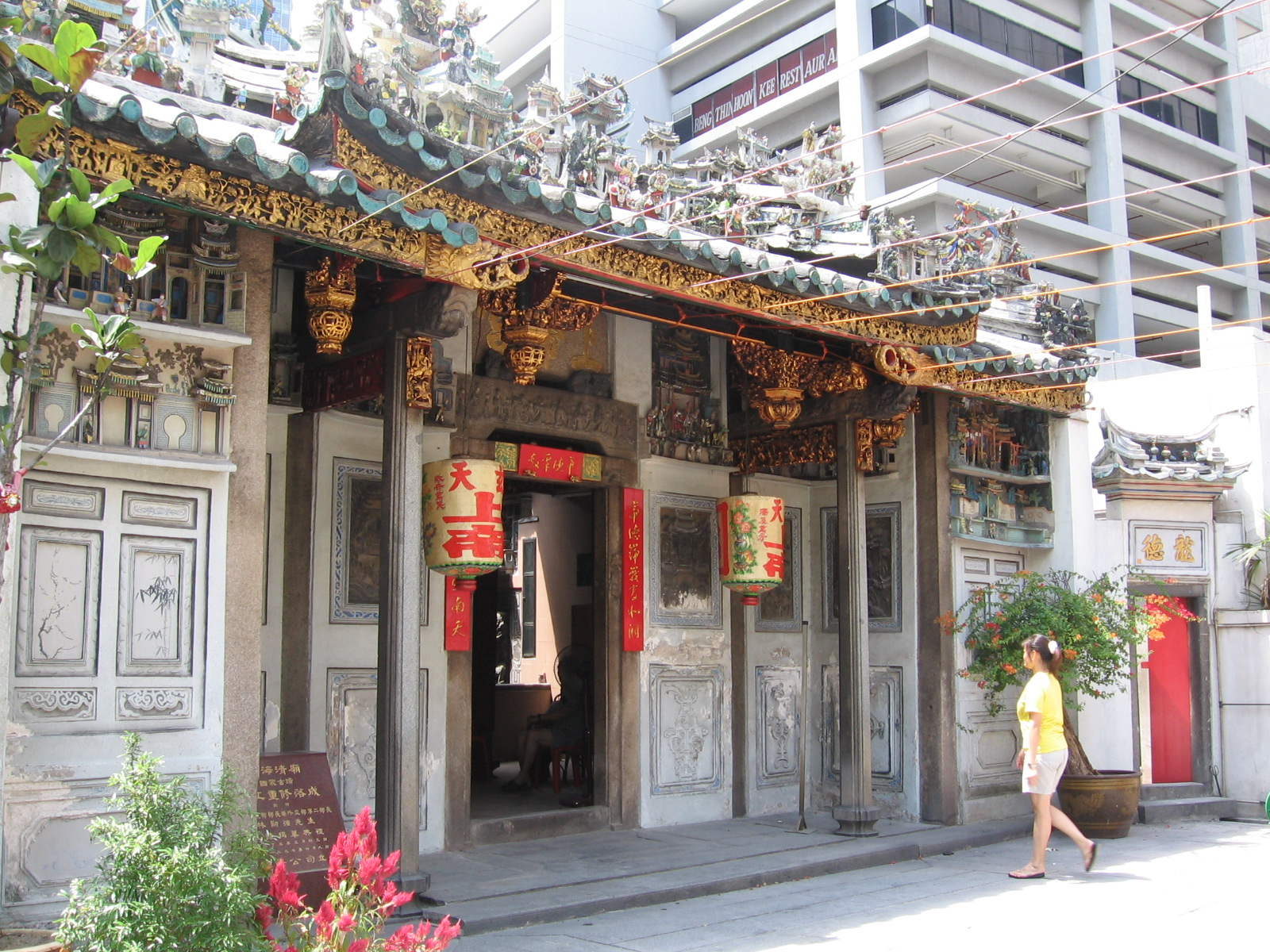
Даосский храм Юэ Хай Цин в Сингапуре
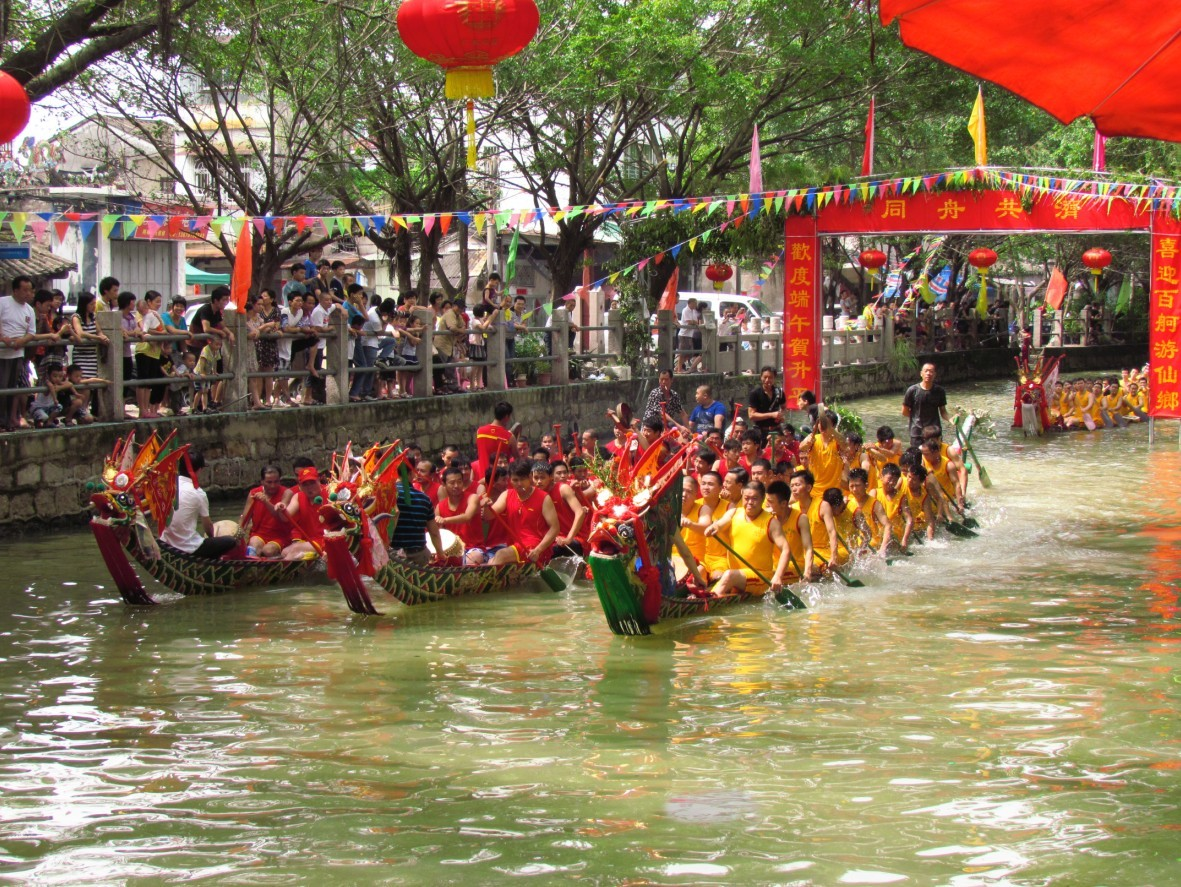
Гонки на драконьих лодках в Чаочжоу
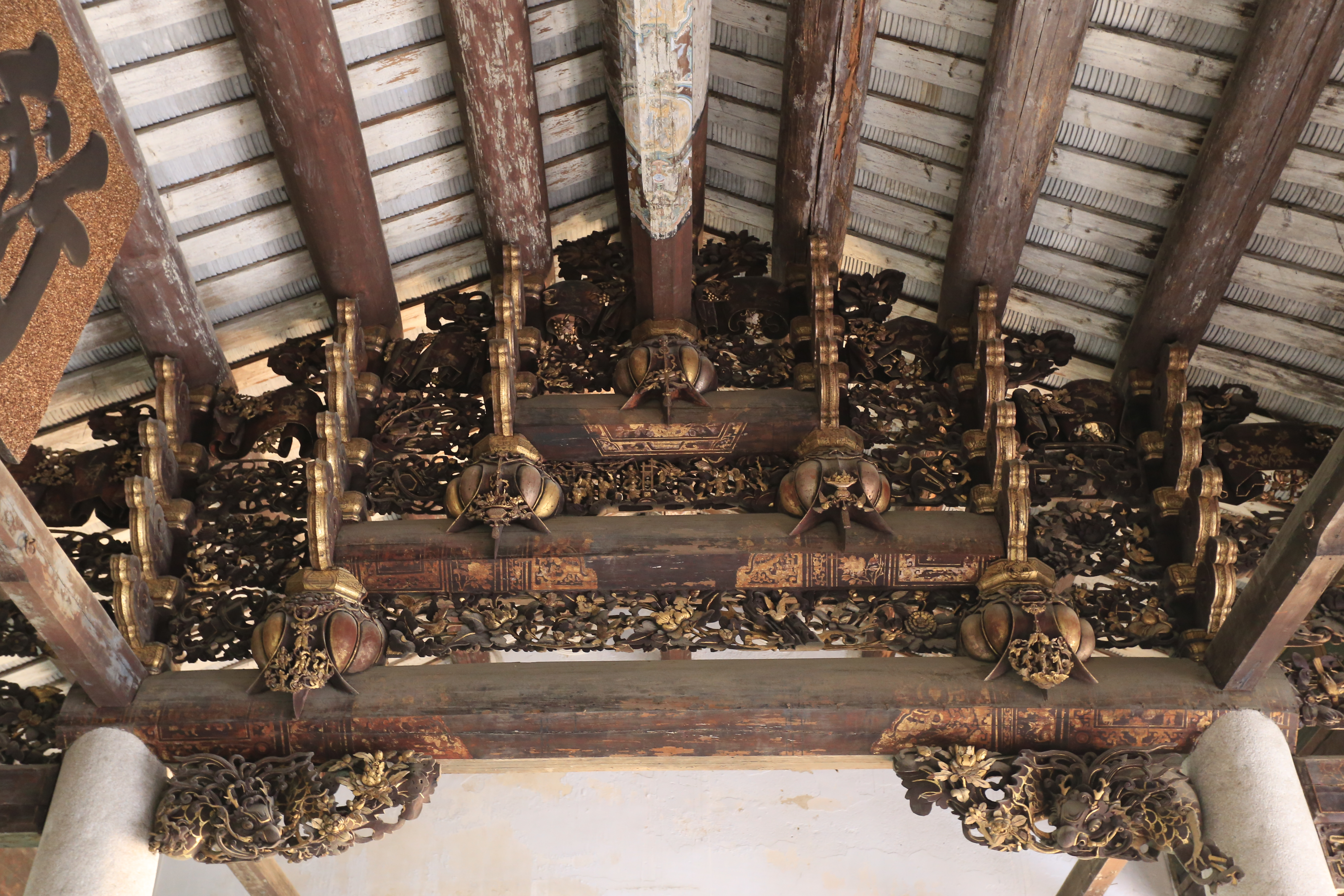
Фрагмент деревянной резьбы